# Omega (azienda)
Omega SA è un'azienda svizzera specializzata nella produzione di orologi di lusso.

## Storia

### Dalla fondazione agli inizi del Novecento
Nel 1848 Louis Brandt apre a La Chaux-de-Fonds un laboratorio di assemblaggio di orologi. Alla morte del fondatore, nel 1879, i due figli Louis-Paul e Caesar rendono la manifattura industriale e optano per trasferire la sede a Bienne nel 1880, dove si trova tuttora. Nel 1885 la casa realizza il suo primo movimento in-house, chiamato Labrador, con scappamento ad ancora svizzera.

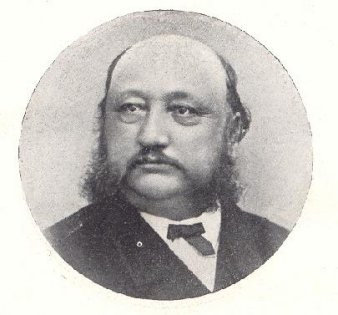
Il fondatore di Omega Louis Brandt (1825-1879)

Il nome Omega verrà formalmente adottato dalla casa solo nel 1903, a seguito del famoso calibro 19, datato 1894, chiamato appunto Omega, che ottenne un successo tale da attribuire il nome alla Maison. Il nome Omega era comunque già apparso a partire dal 1895 in alcune pubblicità dell’epoca, recanti Crono, dio greco del tempo, troneggiare sul globo mentre impugna un Omega da tasca. Questo logo è utilizzato ancor oggi sui fondelli di alcuni segnatempo della Casa. Il primo movimento cronografico dell'azienda è invece il 19''' CHRO risalente al 1898 e previsto per essere incassato in orologi da tasca.

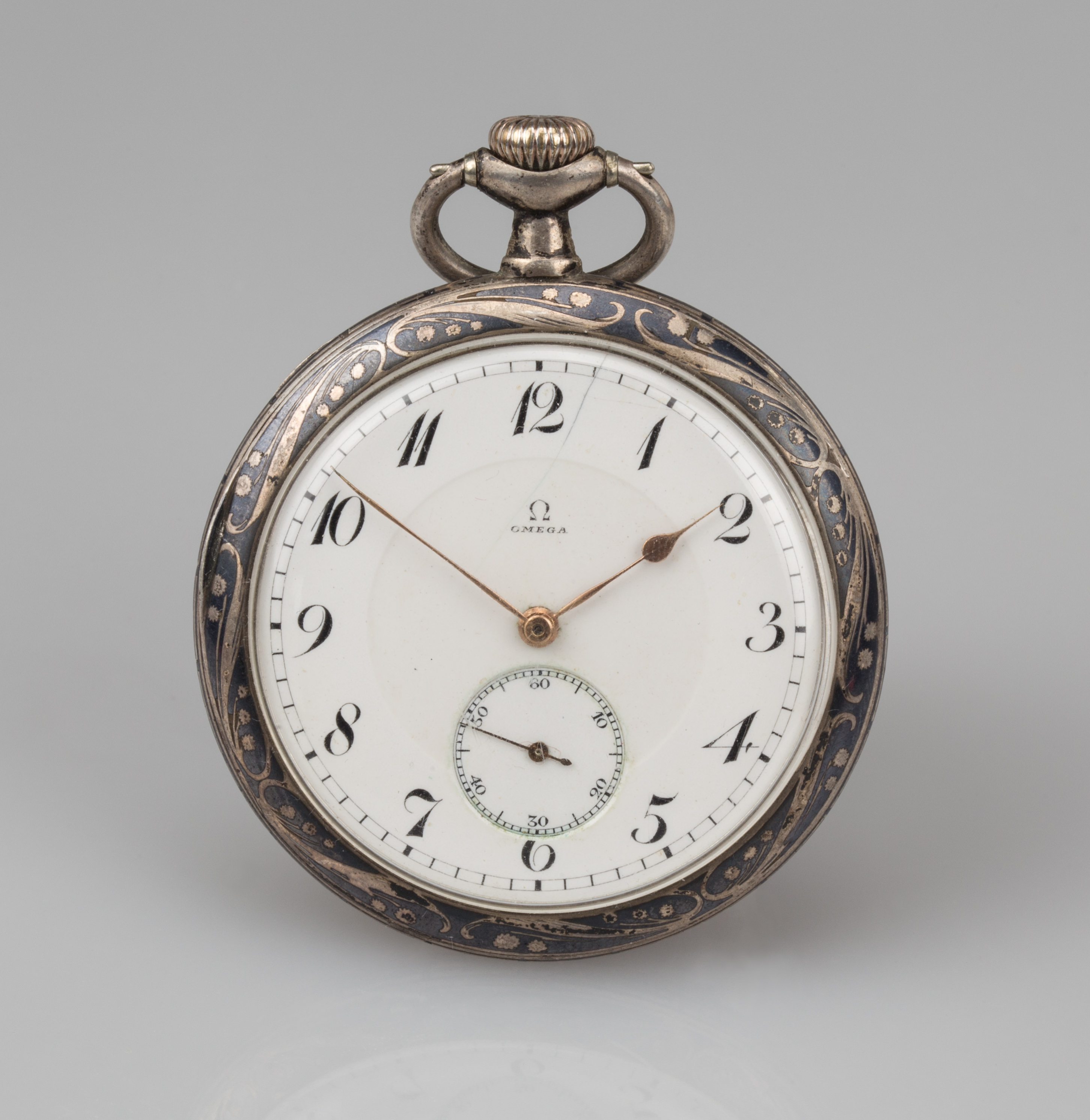
Omega da tasca dei primi del Novecento

### 1930: Omega cronometrista ufficiale delle Olimpiadi e il primo orologio subacqueo
Nel 1930 Omega entra a far parte della SSIH, Società Svizzera per l’Industria Orologiera, assieme a Tissot e Lemania (entrata a farne parte due anni dopo), producendo anche diversi modelli con sia il marchio Omega sia quello Tissot impresso sul quadrante. Negli stessi anni la casa sviluppa un primo prototipo di movimento automatico. L'unione con Lemania consentì ad Omega di beneficiare di molti calibri cronografici per i suoi orologi.
Nel 1932 diventa cronometrista ufficiale dei Giochi Olimpici di Los Angeles, ruolo che mantiene fino ai giorni nostri, sviluppando una sempre maggior precisione nella rilevazione dei tempi: basti pensare che ai suoi esordi era in grado di misurare il decimo di secondo, mentre nel 1948 introduce un cronometraggio elettronico e oggi, grazie alle rilevazioni computerizzate, riesce a misurare il millesimo di secondo.
Sempre nel 1932 viene progettato il cosiddetto “Marine”, il primo orologio per così dire “subacqueo”, di forma rettangolare, che sfruttava due casse che “scivolavano” una sopra l’altra al fine di evitare che l’acqua penetrasse ed intaccasse il meccanismo. L’orologio venne testato a una profondità di oltre 70 metri e cinque anni dopo a 135 metri, ed in entrambi i casi ha superato i test risultando perfettamente funzionante. Tuttavia l’esigenza di dover “sfilare” la cassa superiore per poter accedere alla corona rendeva l’operazione piuttosto macchinosa e lo sfregamento costante rischiava di danneggiare le guarnizioni interne, così ben presto si passò a un nuovo segnatempo impermeabile per la casa di Biel: il più convenzionale Naiad, del 1937.
Negli anni trenta, inoltre, la Maison di Biel ottiene numerosi attestati d’eccellenza cronometrica presso l’osservatorio di Kew, tra tutti spicca il calibro 47.7 di manifattura che ha vinto numerosi riconoscimenti, il più prestigioso dei quali è stato conseguito nel 1936, quando ha guadagnato 97.8 punti su 100. Ben presto Omega diventa la casa con più calibri certificati COSC al mondo: la celebrazione di queste vittorie verrà racchiusa nella collezione Constellation, lanciata sul mercato nel 1952, caratterizzata per l’appunto da molti segnatempo insigniti della certificazione cronometrica e raffiguranti sul fondello proprio la sede di un osservatorio con 8 stelle, simboleggianti gli 8 record conquistati negli anni passati.
A fine anni trenta viene lanciata la linea di movimenti meccanici che ha come capostipite il calibro Omega 240: si tratta di meccanismi di forma rettangolare che avrà grande successo e che verranno incassati in circa un milione e mezzo di modelli, perlopiù da donna.

### Anni Quaranta: i calibri da 30 mm e la nascita del Seamaster
Tra la fine degli anni '30 e l’inizio degli anni '40 nasce la famiglia dei calibri da 30mm, che riscuote un grandissimo successo grazie anche all’ottima tenuta del tempo e alla facilità di riparazione. Denominati inizialmente 30, ne seguono numerose evoluzioni con più rubini e con i secondi centrali, e dal 1949 viene cambiata la denominazione: il 30T2 PC, il capostipite di questa serie di movimenti, viene rinominato calibro 260. L’ultimo movimento di questa serie, il 286 con secondi centrali, è datato 1963. Complessivamente, sono stati prodotti quasi 3 milioni di calibri da 30 mm da parte di Omega, che li ha sostituiti soltanto a metà circa degli anni Sessanta, a testimonianza dell’elevatissima affidabilità degli stessi, molti dei quali sono anche stati certificati cronometro.

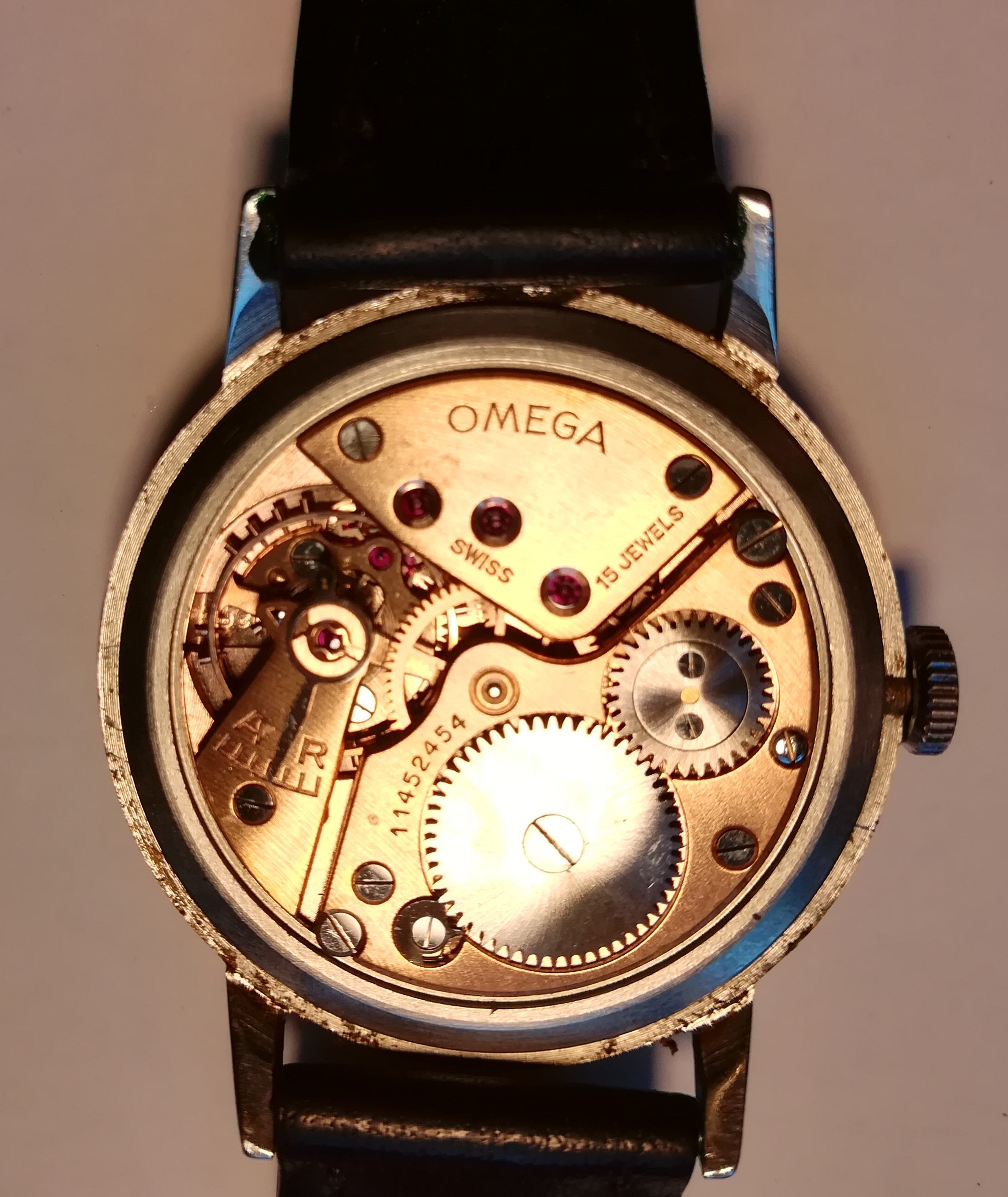
Calibro Omega 30T2 PC (Omega 260), fine anni '40

Contemporaneamente vengono prodotti anche movimenti di forma (calibri 210, 240, 300 ed altri), adatti in particolar modo ad animare segnatempo di dimensioni ridottissime, i cosiddetti “nanette” in voga negli anni Cinquanta e Sessanta, o per orologi con casse di forma.

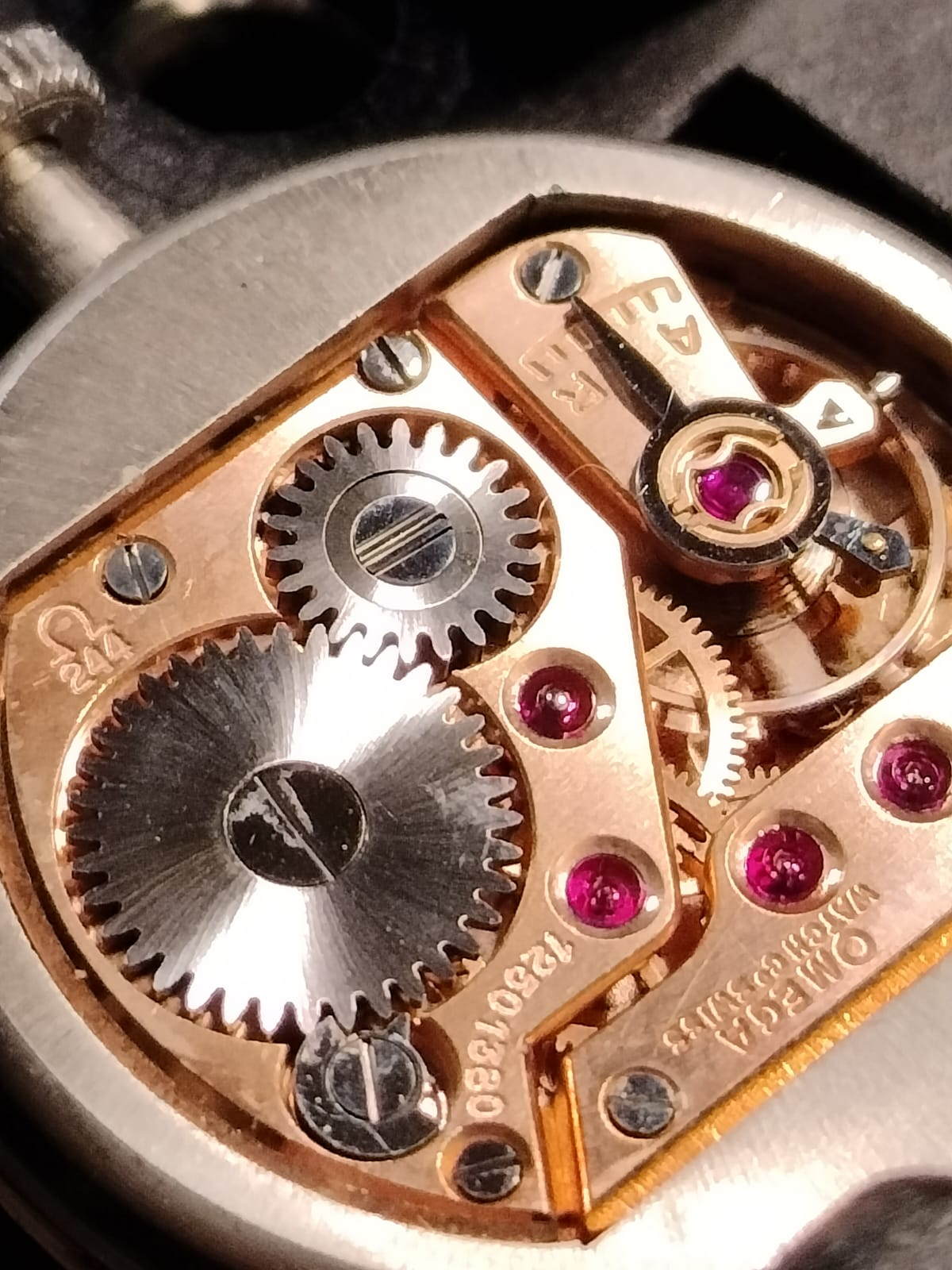
Omega 244, primi anni '50

Ad inizio anni ’40 la Maison rilascia i propri movimenti calibri automatici con bumper, in cui la massa oscillante viene spinta in direzione opposta a quella del suo movimento da due piccole molle respingenti: trattasi dei calibri 330, 340 e dei loro derivati. A partire dal 1942 invece Omega iniziò a incassare il calibro cronografico manuale Lemania 2310, ribattezzato internamente dalla maison di Biel 321.

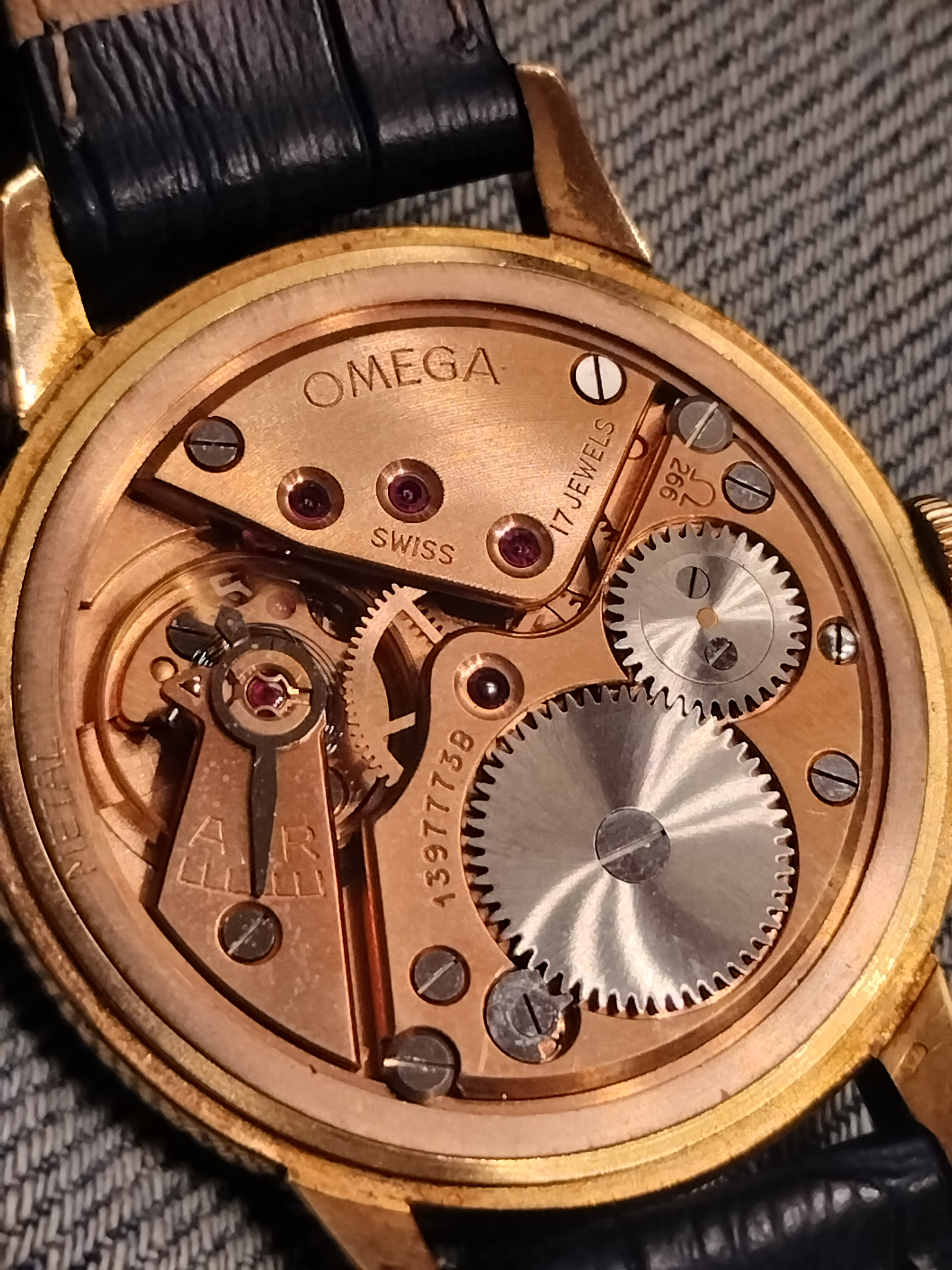
Omega 266, metà anni '50

Nella Seconda Guerra Mondiale, Omega ha equipaggiato gli eserciti degli alleati e il personale medico da campo con i suoi segnatempo, e nel ’45 la Maison stipula un’importante commessa con l’esercito inglese per la fornitura di orologi da polso con precisione cronometrica.
Nella seconda metà degli anni Quaranta nasce il Cosmic, il primo segnatempo Omega con funzione di calendario e fasi lunari.
Nel 1947 Omega realizza il suo primo tourbillon da polso per partecipare alle competizioni di precisione e mai entrati in commercio.
Nel 1948 nasce la prima collezione della casa chiamata Seamaster, accompagnata dal simbolo dell’ippocampo, presente tuttora, e caratterizzata da robustezza e da versatilità. Ben presto l’orologio, sia meccanico che automatico, viene proposto anche con datario nella versione chiamata Seamaster Calendar. 

### Anni Cinquanta: nasce lo Speedmaster

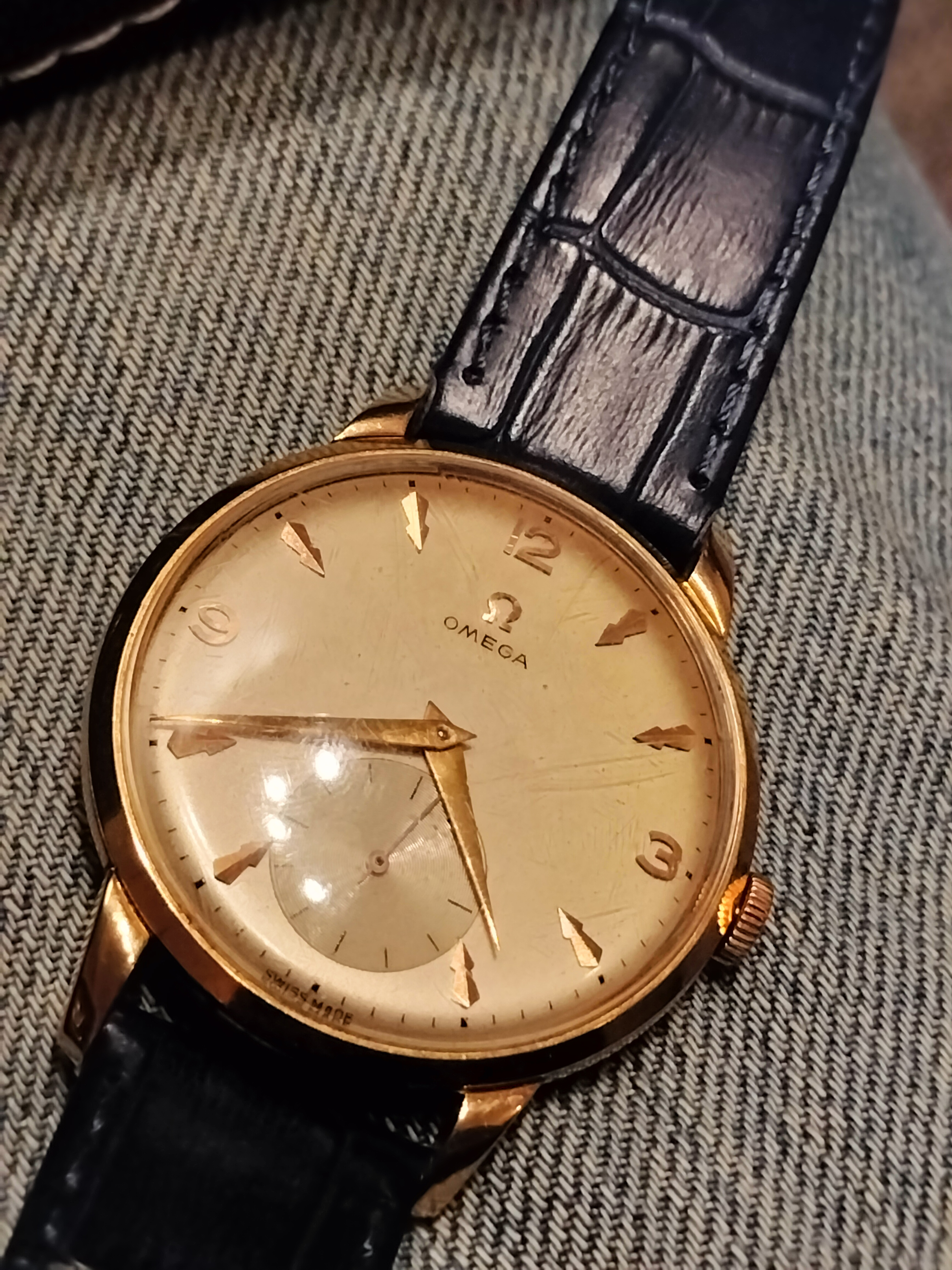
Omega dress watch, metà anni '50

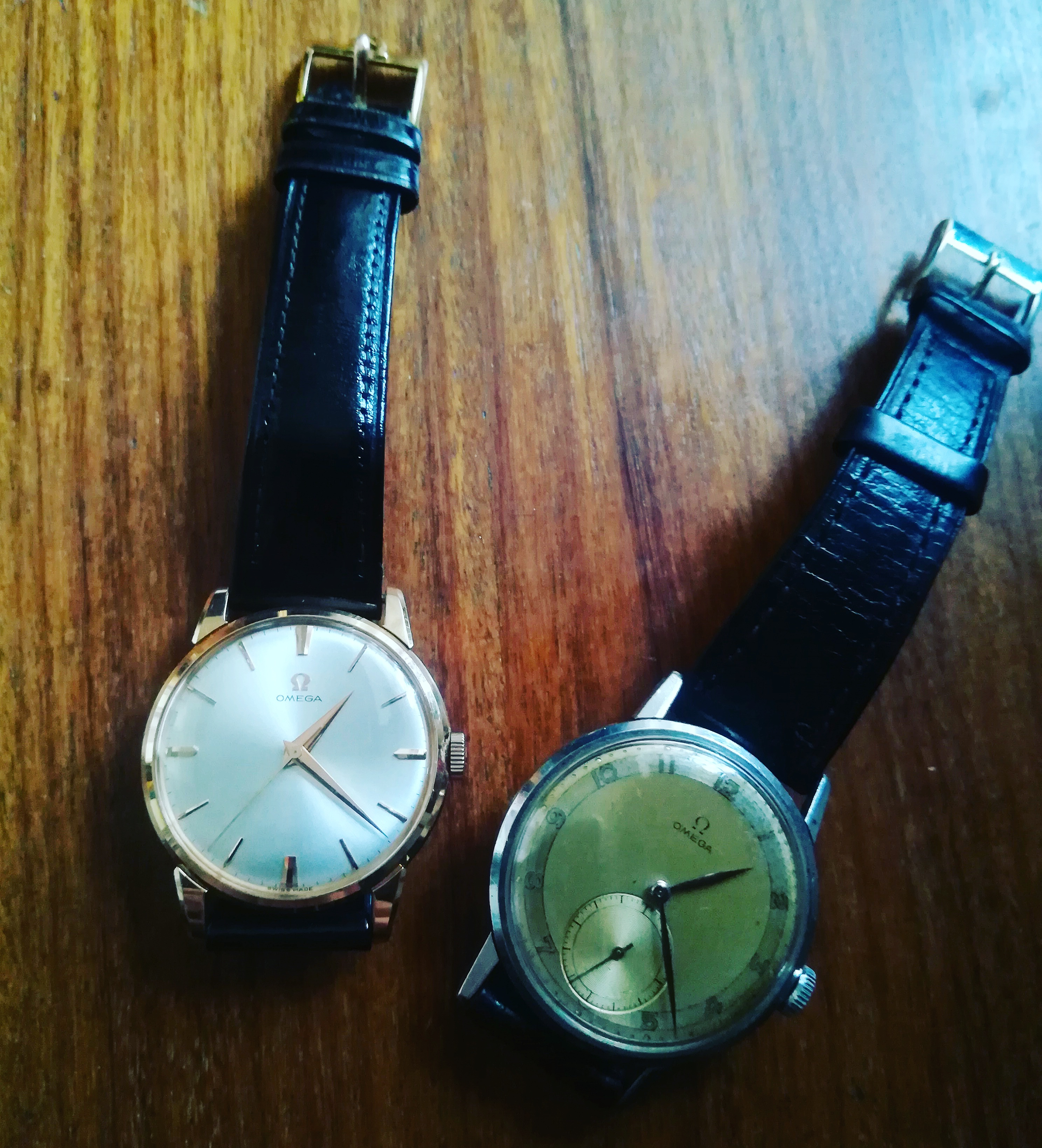
Omega da polso a carica manuale, anni '50-'60

Negli anni Cinquanta, Omega espande notevolmente il suo catalogo inserendo numerose nuove collezioni: nel 1953 la linea Genève viene lanciata sul mercato per celebrare lo stretto rapporto tra la Maison e l’Osservatorio di Ginevra.

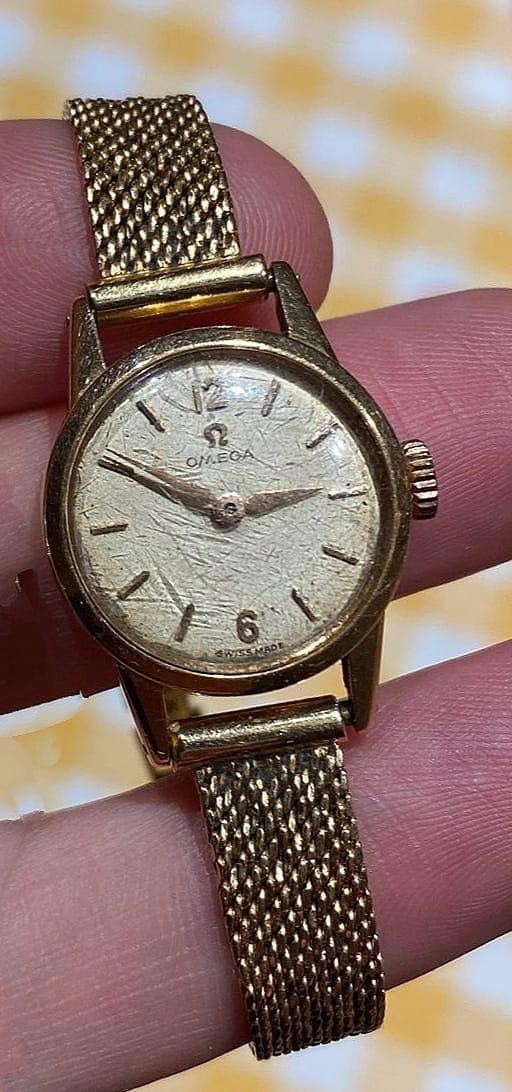
Omega in oro da donna a carica manuale, anni '50 circa

A metà decennio esordisce la famiglia di calibri automatici Omega 470, prodotta nel periodo 1955-1960 ed evolutasi nella serie 500, alcuni dei quali con datario.

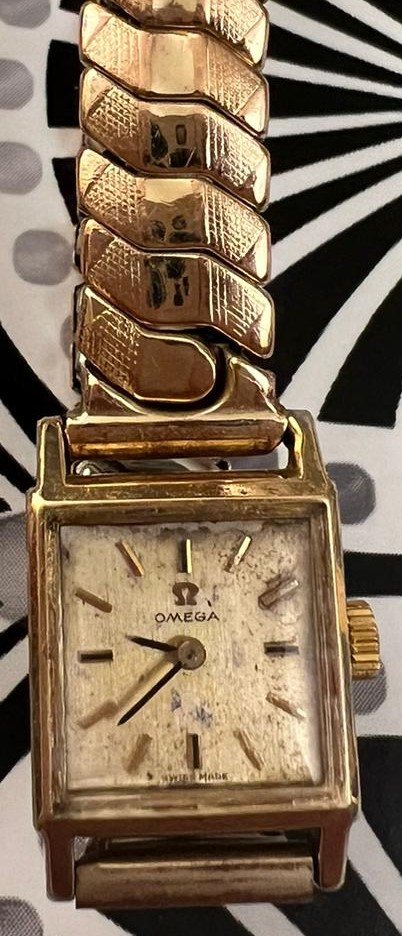
Omega da donna in oro a carica manuale, fine anni Quaranta/ primi Cinquanta.

Nel 1955 viene prodotto il Ladymatic, il calibro automatico con rotore centrale certificato come cronometro più piccolo al mondo.

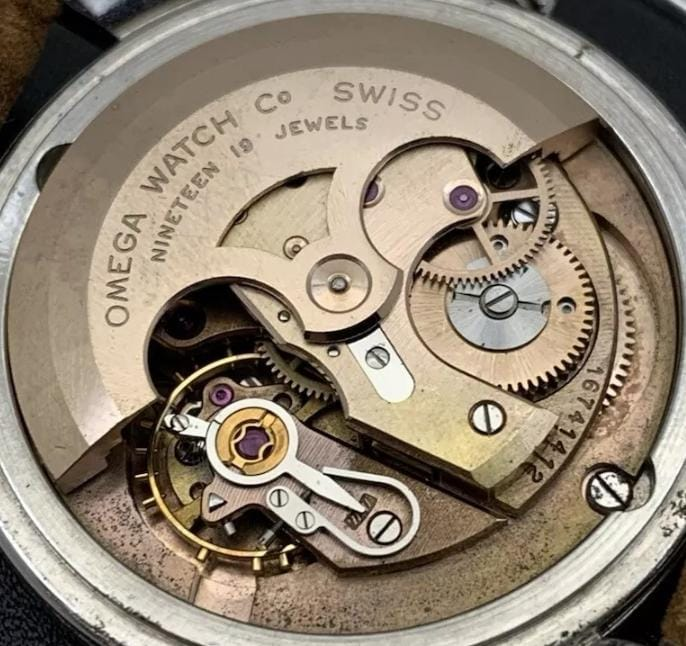
Omega 491 automatico di fine anni Cinquanta

Nel 1957 nascono segnatempo professionali come il Seamaster 300, il Railmaster, resistente ai campi magnetici, e il cronografo Speedmaster, che nella versione originale (ben diversa dalla più nota "Moonwatch Professional") era soprannominata "broad arrow" per via della forma della sfera ore ed era identificata con la referenza CK2915. Questi tre modelli sono stati riproposti a distanza di sessant’anni sia separatamente, sia acquistabili come trio, in versione fedelissima agli originali. Il primo Speedmaster, almeno fino al 1968, montò il calibro cronografico manuale Lemania 2310, rinominato da Omega 321. A partire dal 1959 lo Speedmaster sostituisce l'iconica lancetta delle ore a forma di freccia con una di forma più consueta in stile dauphine.

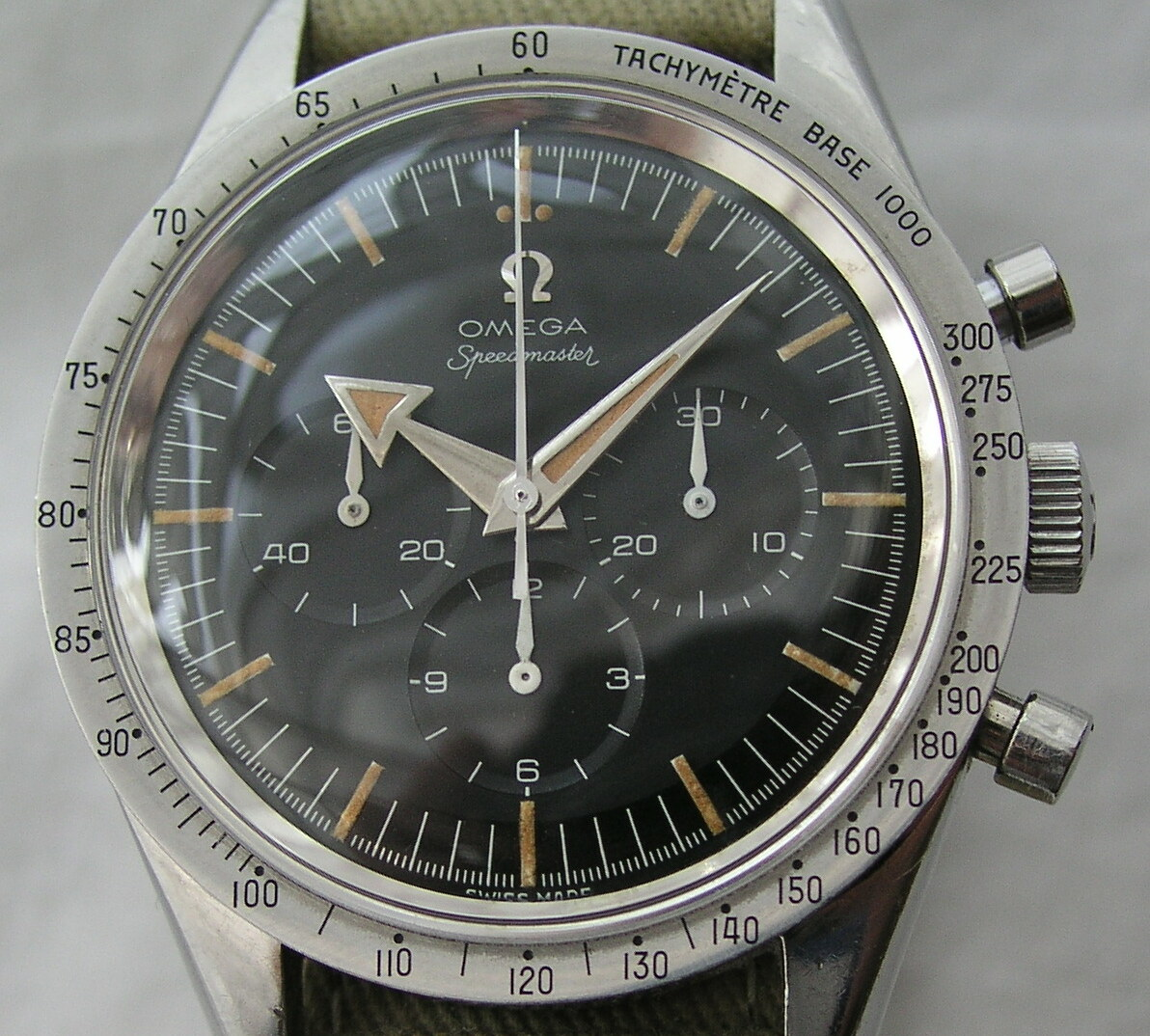
Omega Speedmaster ref. CK2915, seconda metà anni Cinquanta

Sul finire del decennio viene lanciata la linea Tresor, contraddistinta da linee pulite e materiali preziosi adoperati per la cassa.

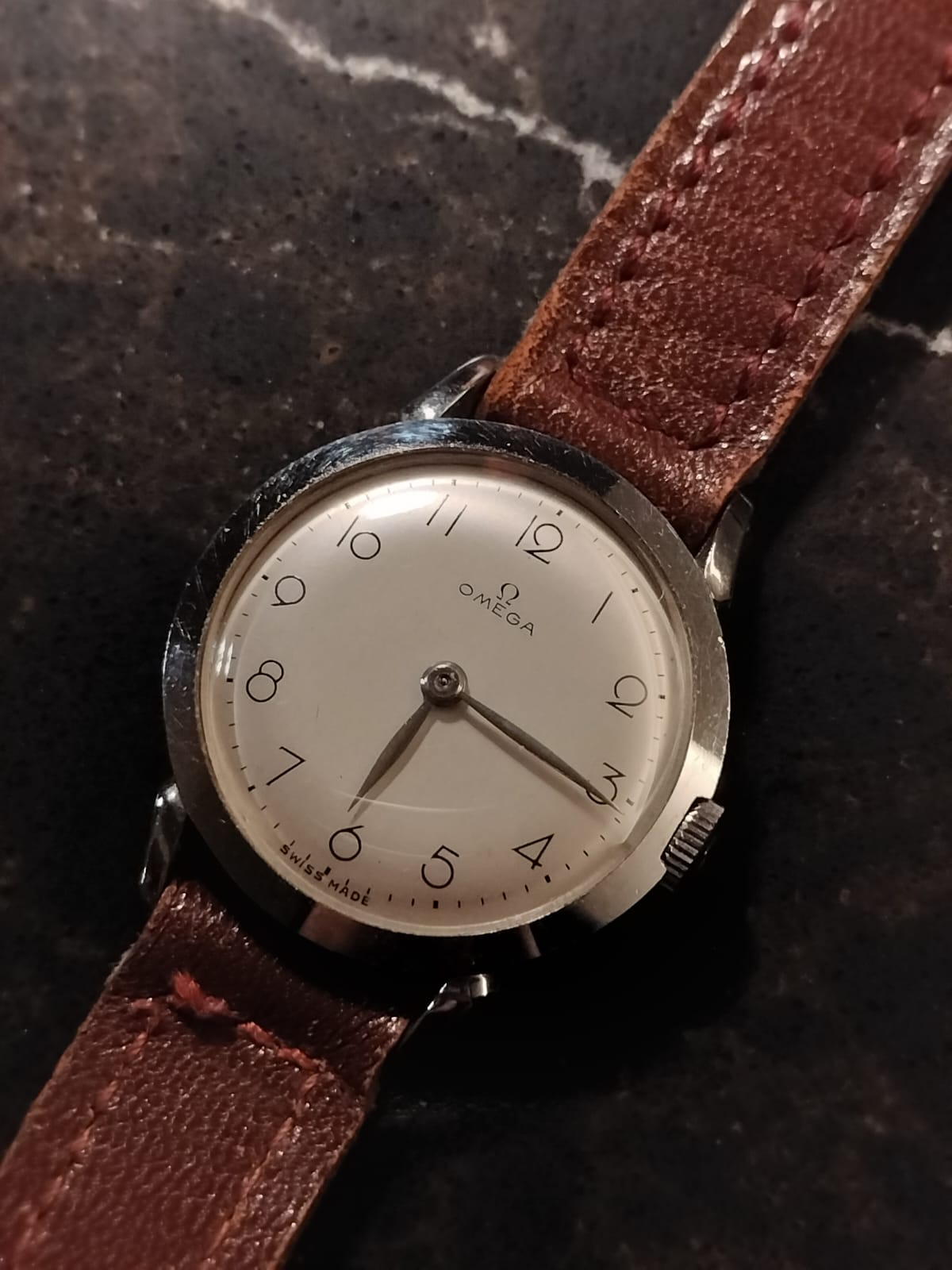
Omega da donna a carica manuale con quadrante in stile Art Déco, metà anni '50.

### Anni Sessanta: la conquista della Luna e i primi orologi al quarzo
Nel 1960 viene presentata la De Ville, collezione che inizialmente fa parte della collezione Seamaster, ma che verso la fine del decennio assume una propria autonomia e contraddistinguerà orologi particolarmente eleganti e che più recentemente raggrupperà al suo interno la collezione Tresor.

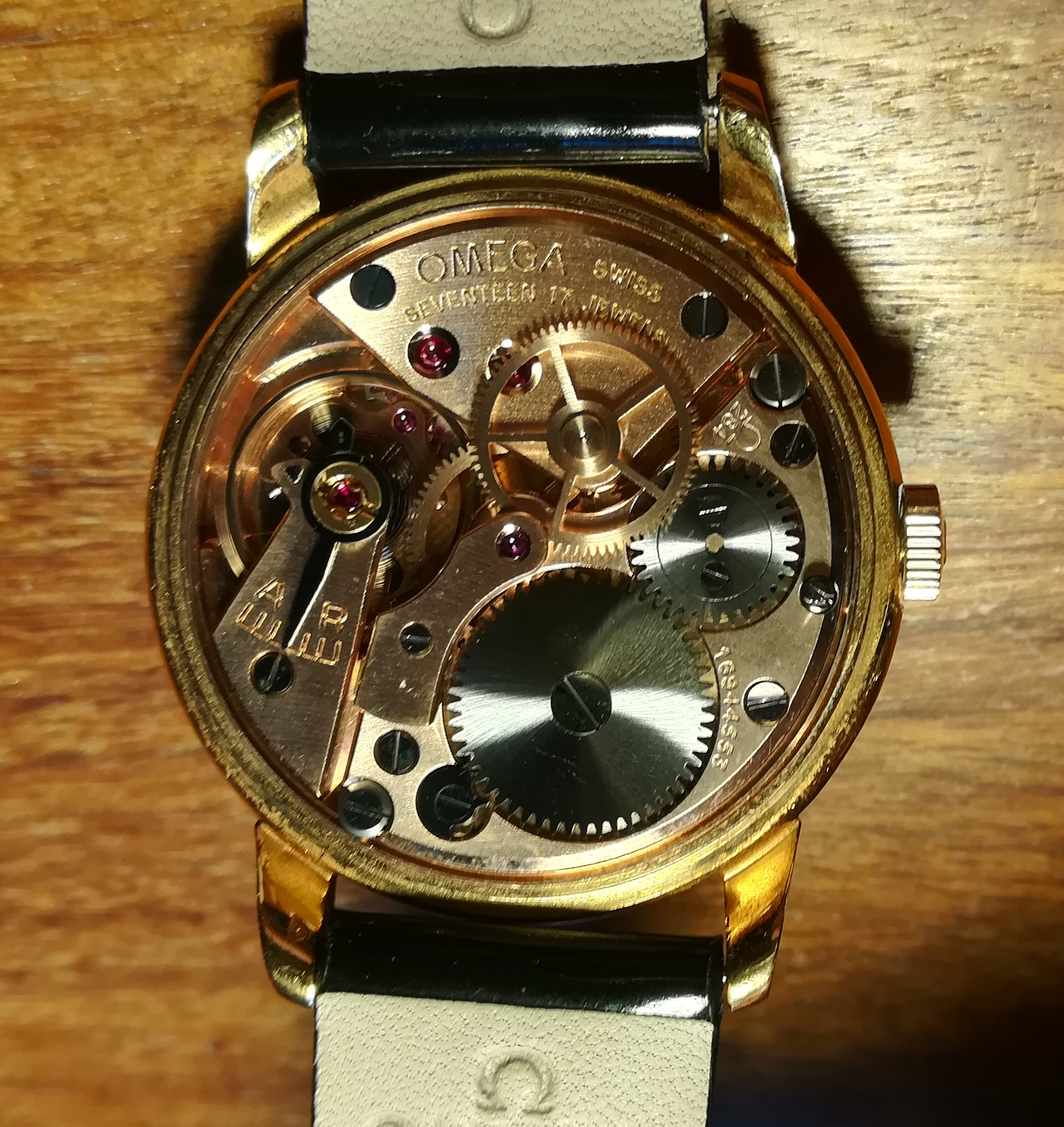
Calibro Omega 284 dotato di secondi centrali, 1960

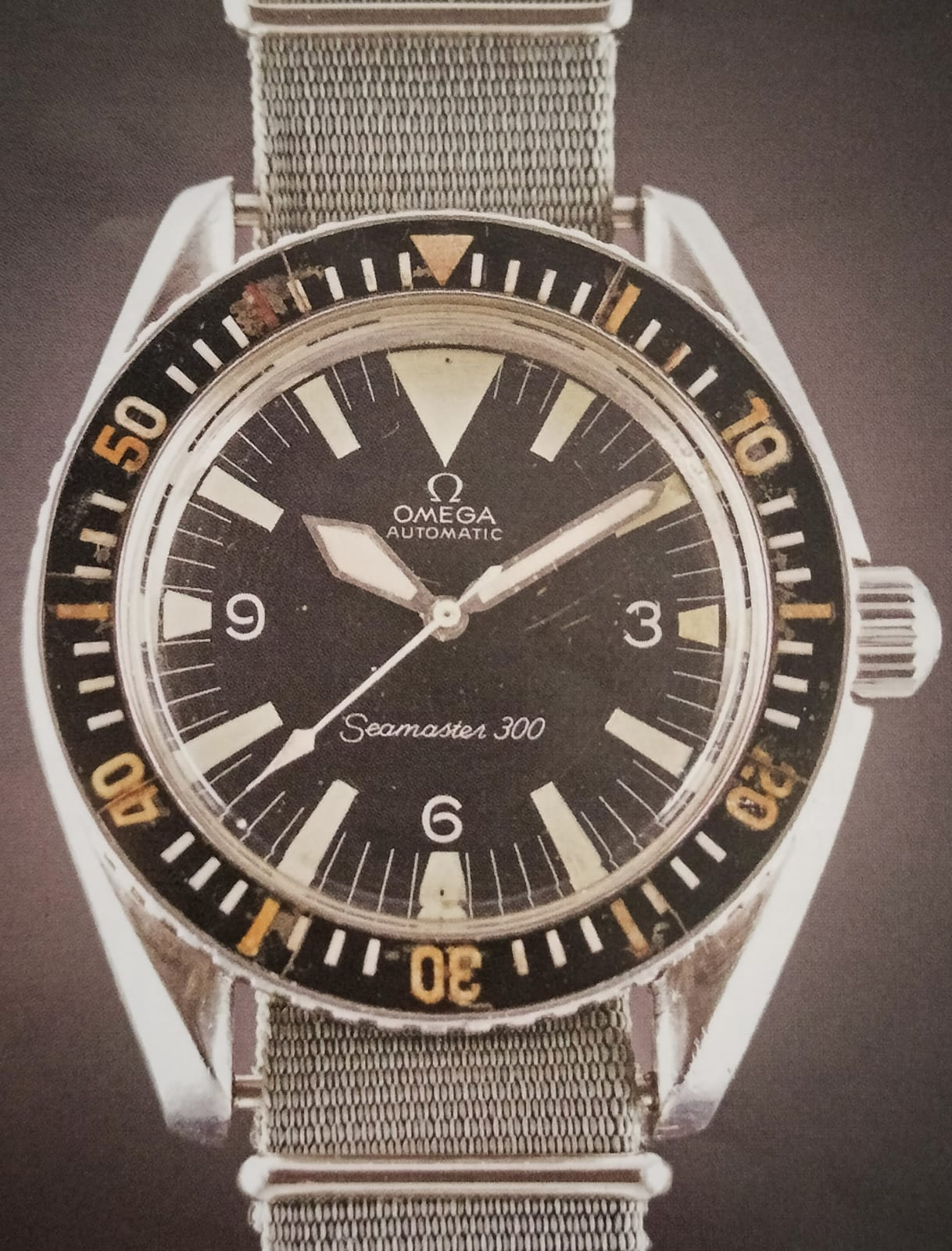
Omega Seamaster 300 militare

In questo decennio la Marina Militare britannica adotta il Seamaster 300.
Nel 1962 l’astronauta Walter Schirra effettua diversi voli spaziali con al polso il suo orologio privato, uno Speedmaster, modello che tre anni più tardi partecipa alla selezione effettuata dalla NASA per equipaggiare gli astronauti che atterreranno sul suolo lunare: insieme ad Omega, a partecipare al concorso c’erano Elgin, Hamilton, Bulova, Rolex (con la referenza 6238) e Longines-Wittnauer. Lo stesso anno gli Speedmaster, migliorati secondo le direttive della stessa NASA, diventano ufficialmente gli orologi spaziali americani, uscendo anche dall’astronave.
Nel 1966 viene lanciata la linea Cosmic del Seamaster con una cassa iconica monoblocco unishell. 
Nel 1967 nasce la linea Dynamic, pensata per un pubblico giovane e vivace, con casse monoblocco per lo più ellittiche, a televisore o a cuscino, bracciali integrati e colori inconsueti. Sempre concepita come sottocategoria di altre collezioni, ottiene un notevole successo tanto da aver consentito a Omega di sopravvivere anche durante gli anni più bui della crisi dell’orologeria meccanica. Oltre al capostipite di questa linea, la referenza 165 0039 con calibro 552, è da citare anche il famoso Seamaster Dynamic cosiddetto “Spider”.
Nel 1968 nasce il movimento Omega 1000, il quale si svilupperà in altri modelli (come il 1010 e 1020), i quali verranno prodotti fino a metà anni Ottanta. Trattasi degli ultimi movimenti meccanici automatici realizzati dall'azienda.
Sul finire del decennio viene proposto il Memomatic, lo svegliarino della casa di Biel con suoneria regolabile al minuto, alimentato da un meccanismo Lemania.
Il 21 luglio 1969, infine, lo Speedmaster ref. ST105.012 (la prima referenza Speedmaster a presentare sul quadrante la scritta "Professional") diventa il primo orologio ad arrivare sulla luna, al polso di Buzz Aldrin. Da quel momento verrà chiamato anche “Moonwatch”. Sul fondello dello "Speedmaster" è incisa la dicitura "The first watch worn on the Moon" (il primo orologio indossato sulla Luna) e "Flight-qualified by NASA for all manned space missions" (riconosciuto idoneo dalla NASA per il volo in tutte le missioni spaziali con equipaggio umano). In realtà già dall'anno precedente Omega aveva abbandonato il movimento 321, per adottare il calibro Omega 861 (cioè il calibro Lemania 1873 con smistamento delle funzioni cronografiche a camme, meno pregiato del precedente Lemania 2310 alias Omega 321), tuttavia la referenza al polso dell'astronauta durante la prima missione spaziale era un modello precedente.

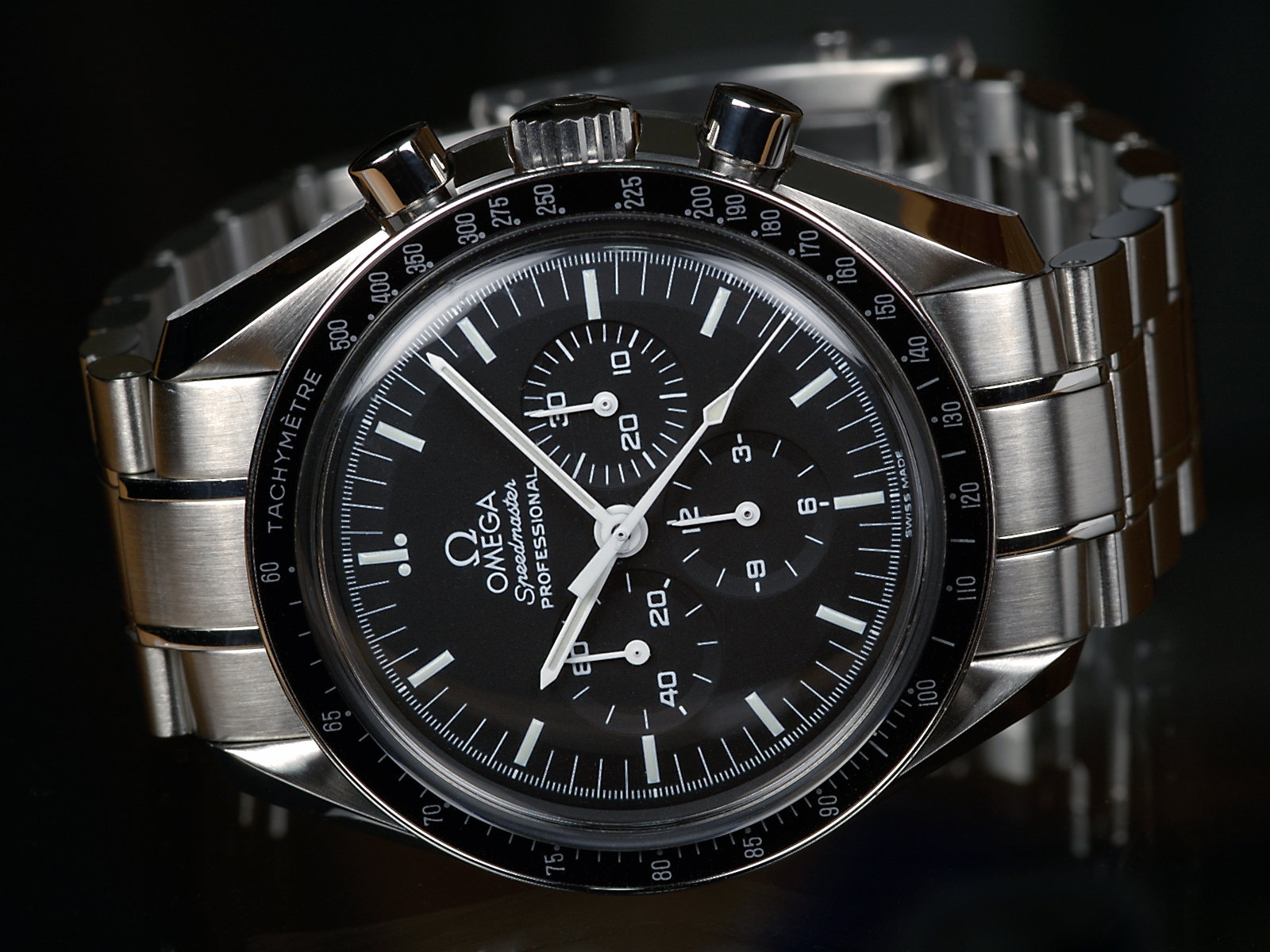
Omega Speedmaster "Moonwatch"

L’esperienza Omega al polso degli astronauti, però, non si limita al primo allunaggio: l’anno seguente, durante la sfortunata missione Apollo XIII, a seguito dell’esplosione di un serbatoio d’ossigeno, gli astronauti hanno dovuto affidarsi ai loro cronografi da polso per calcolare i tempi di accensione del motore del velivolo al fine di poter rientrare sulla Terra. Il fondamentale contributo di Omega ha valso alla Maison l’attribuzione del “Silver Snoopy Award”, e tutt’oggi si sprecano le edizioni celebrative degli Speedmaster, dedicate sia al premio ricevuto dalla casa, sia alle singole missioni spaziali. Passano gli anni e si moltiplicano le case orologiere interessate ad equipaggiare gli astronauti, ma i segnatempo Omega continuano a vestire i polsi degli astronauti fino all’ultima missione Apollo, la XVII, del 1972, al polso dell’ultimo uomo atterrato sulla luna, il Comandante Eugene Cernan.

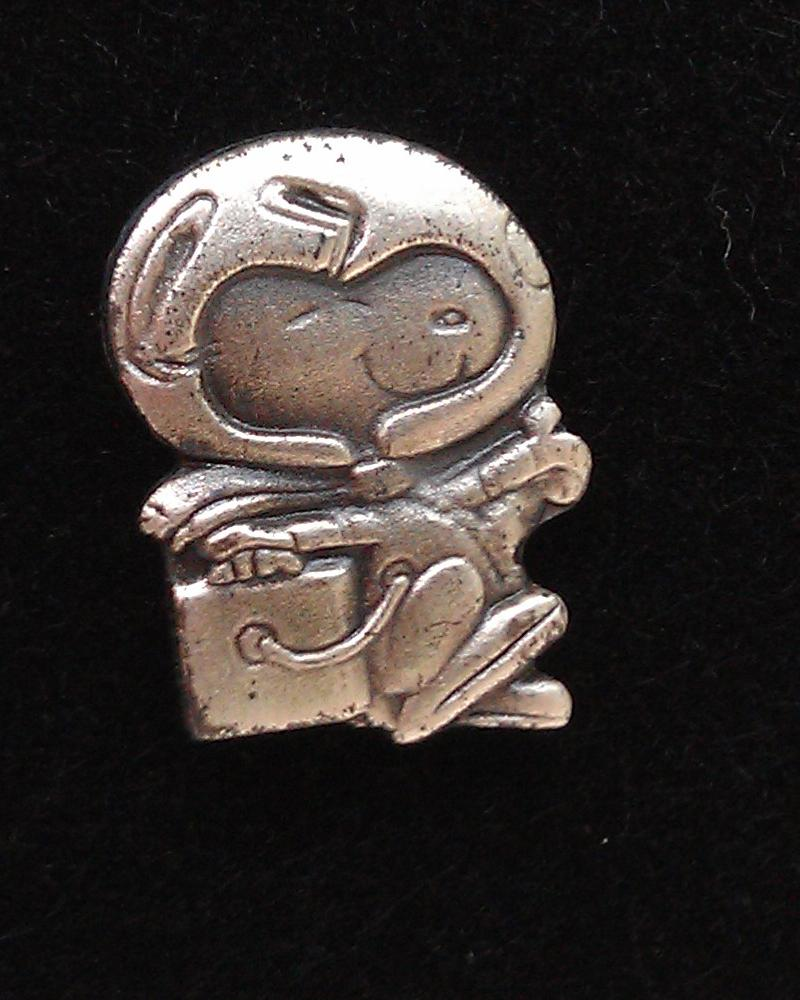
Silver Snoopy Award

Nel 1969 un consorzio di circa venti case orologiere, chiamato CEH (Centro Elettronico Orologiero) di cui fa parte anche Omega, dà alla luce il primo movimento al quarzo svizzero: si tratta del Beta21, oscillante a 8192 Hz e montato l’anno successivo proprio su un Omega, il cosiddetto Electroquartz. La casa di Biel continuerà ad utilizzare questi calibri quasi fino alla fine degli anni Settanta, seppure si rivelino molto più costosi e più difficili da produrre rispetto a quelli della concorrenza asiatica, nonostante siano stati adottati alcuni accorgimenti nel corso degli anni al fine di renderli maggiormente funzionali. Inoltre la particolare forma del movimento rendeva difficile incassarlo in una cassa rotonda.

### Anni Settanta: le vie alternative all'orologeria meccanica e le evoluzioni dello Speedmaster
Tra la fine degli anni Sessanta e l'inizio del decennio successivo Omega, su richiesta di COMEX, studia e poi produce un orologio, dotato di cassa monoblocco, in grado di superare i 400 metri di profondità. È così che nasce il Ploprof (il nome è una contrazione di "Plongeur professional"). Questo segnatempo è arrivato fino ai giorni nostri in diverse referenze ed oggi ha una resistenza all'acqua fino a 1200 metri.Agli inizi degli anni Settanta Omega inizia anche ad utilizzare i movimenti a diapason. Inizialmente la Maison provvede a realizzarli in house: si tratta dei calibri 1220 e 1230, i cosiddetti Megasonic, il cui sviluppo inizia già nel 1969 grazie a Max Hetzel. È possibile trovare i calibri 1220 e 1230 montato su molteplici collezioni, e anche su orologi da tasca, certificati cronometro grazie alla notevole precisione data dall'utilizzo del diapason. Questi calibri sono più precisi ed evoluti dei Bulova Accutron, grazie anche a frequenze più elevate a cui oscillavano (pari a 720 Hertz, grazie all'adozione di un diapason asimmetrico), ma delicati e di difficile manutenzione, motivo per cui vennero abbandonati in luogo dei più convenzionali e affidabili movimenti a diapason forniti da ESA, i quali andranno ad animare segnatempo di diverse collezioni, tra cui anche alcuni Speedmaster ribattezzati Speedsonic.

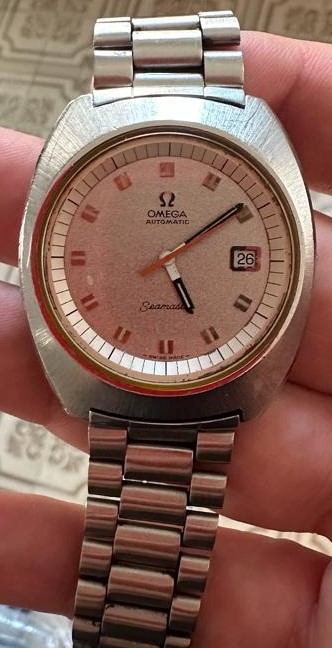
Omega Seamaster automatico ref. 166.087, anni Settanta

Nel 1972 nasce il 1040, il primo calibro cronografico automatico di manifattura Omega, realizzato in collaborazione con Lemania partendo dalla base del Lemania 1340.

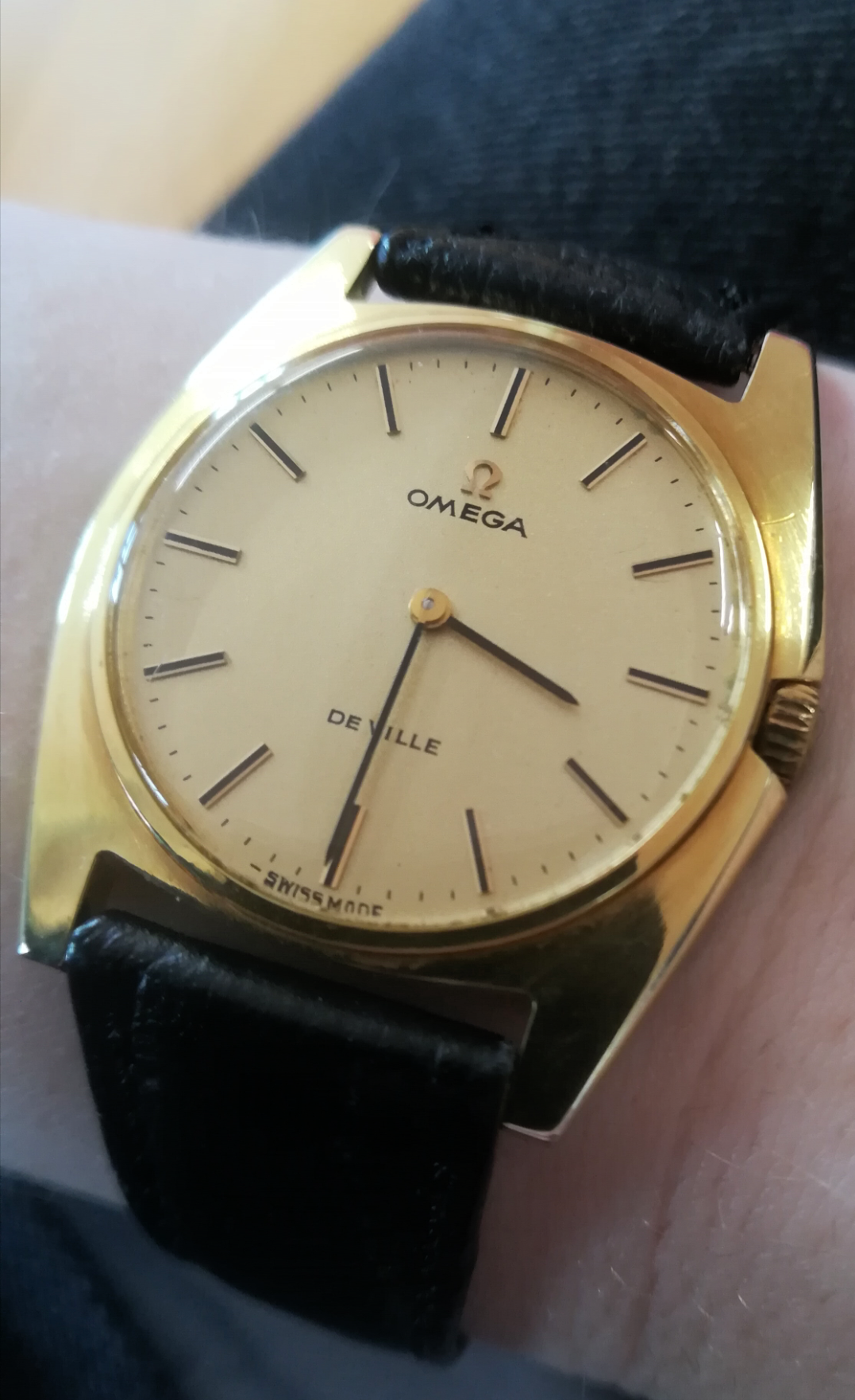
Omega De Ville in oro, anni Settanta

Il successo e la robustezza dello Speedmaster gli hanno consentito di essere declinato in numerose altre versioni, come il Mark II, con cassa a cuscino e bracciale integrato, il Mark III (il primo Speedmaster automatico), il Racing, famoso nella versione bi-compax, così come il recente Chronoscope con scale tachimetrica, telemetrica e pulsometrica, una versione creata in collaborazione con la FIFA sul finire degli anni ‘70, il Reduced con calibro modulare (volgarmente chiamato “sandwich” dai suoi detrattori), lo Skywalker X-33 al quarzo con display LCD e dotato di innumerevoli funzioni quali sveglia, durata del tempo di una missione e calendario perpetuo (il movimento incassato da questo quarzo multifunzione è l'Omega 1666), e l’estremo Alaska Project, un prototipo studiato con la NASA e lanciato a inizio anni ’70, che grazie a una protezione della cassa avrebbe dovuto resistere a temperature comprese tra -148 e 260 gradi centigradi.

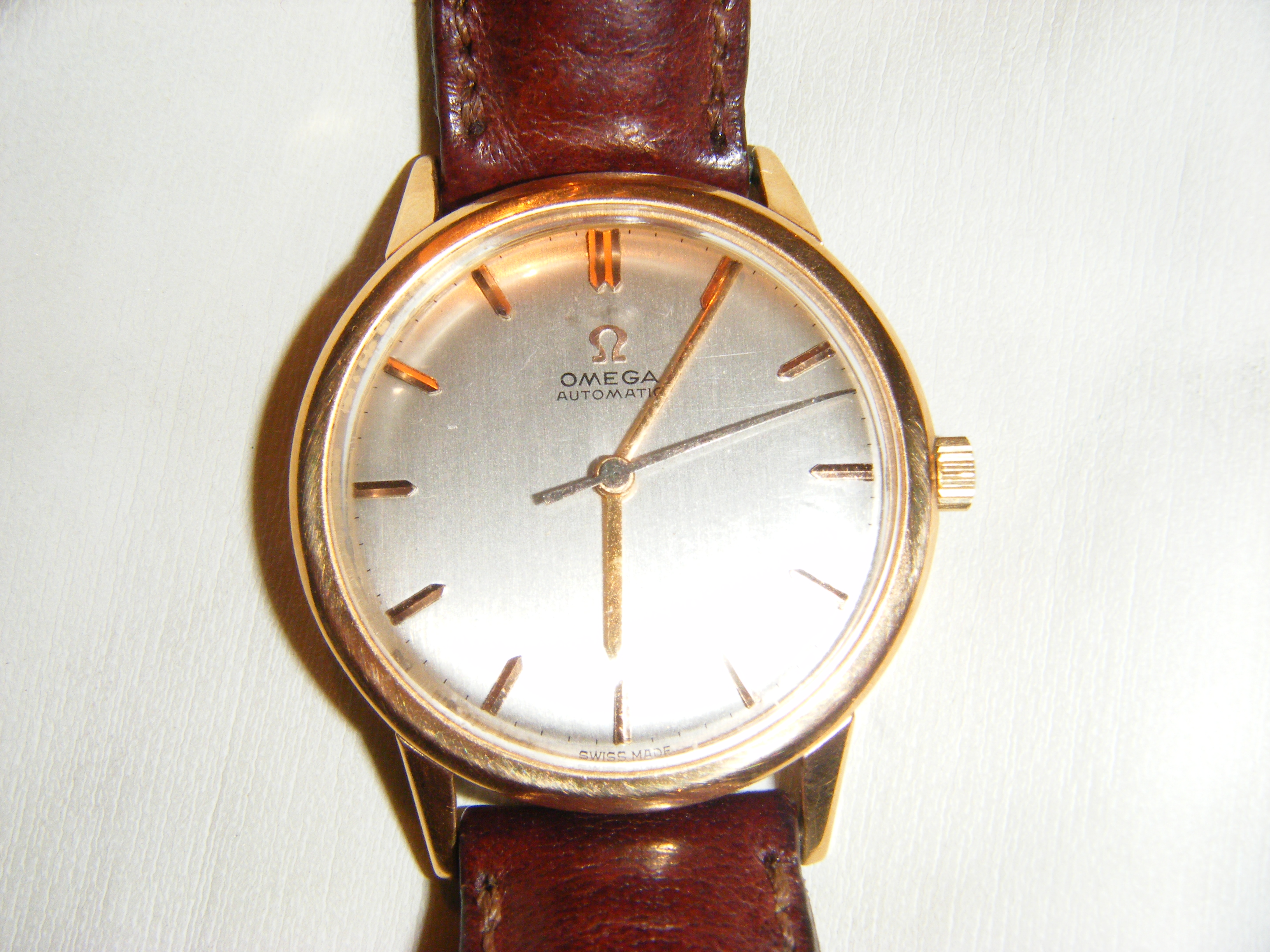
Omega Seamaster degli anni sessanta, con cassa in oro e caricamento automatico

L’evoluzione del calibro 861 finito sulla Luna ha inoltre trovato altre applicazioni (nella sua versione chiamata 865) come nel caso del Chronostop, un tre lancette in grado di misurare un tempo cronometrato per un massimo di un minuto attraverso la sfera secondi centrale e un apposito pulsante a ore 2. Nato come chronostop, ma in grado di cronometrare tempi fino a mezz’ora, è anche il Bullhead, così soprannominato per avere i pulsanti cronografici a ore 11 e 1. Proposto come orologio per piloti automobilistici, all’epoca non ha riscontrato grande successo, ma anche per via delle sue forme piuttosto inconsuete è stato riproposto recentemente fedele all’originale.
Seguendo le richieste degli aviatori, viene lanciato il Flightmaster, un robusto cronografo concepito per essere impermeabile, resistere al vuoto spaziale e indicare un secondo fuso orario. Questo segnatempo è stato anche al polso del cosmonauta sovietico Aleksey Leonev durante la missione spaziale congiunta USA/URSS del 1975, la Apollo/Soyuz Test Project.
Nel 1974 viene presentato il movimento Megaquartz con frequenza di 2.4 Mega Hertz, capace di accumulare uno scarto giornaliero di soli 0.002 secondi. Grazie alla sua precisione viene certificato come “Cronometro Marino”, e tutt’oggi è l’unico orologio da polso a potersi fregiare di questo riconoscimento. Viene venduto al pubblico ad una cifra molto importante: basti pensare che uno Speedmaster era reperibile a 125 sterline, mentre un Marine Chronometer ne costava 760. Altri calibri Megaquartz, come il 1340 o il 1346 con certificazione cronometro vengono prodotti da Omega, seppur con oscillazioni molto inferiori (pari a 32 KHz) e su altri modelli della casa, come i Seamaster o i Genève, spesso all’interno di casse di forma, o con le ormai in voga linee gentiane. Questi ultimi modelli sono abbastanza riconoscibili per avere, al posto dell’indice a ore 12, un riquadro, spesso di colore rosso, con all’interno il logo della casa.
Nel 1976 viene presentato il Seamaster Chrono Quartz, cosiddetto “Albatros”, primo cronografo al mondo ad essere sia analogico, sia digitale e l’anno seguente la tencnologia LCD viene importata anche sullo Speedmaster, seguendo la moda del periodo.

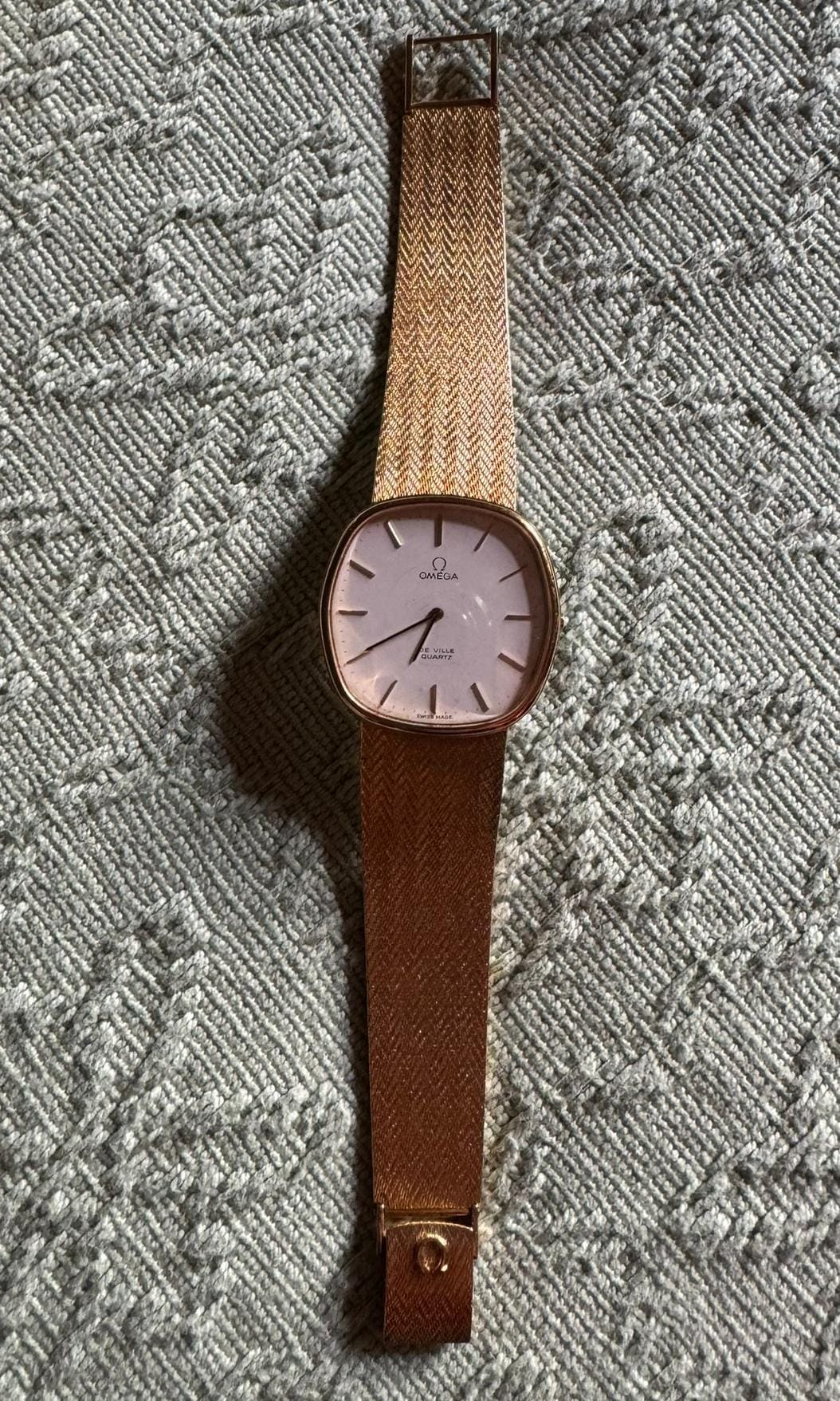
Omega De Ville al quarzo in oro, fine anni '70 circa

Dello stesso periodo è anche l’Equinoxe,  un segnatempo al quarzo con bracciale integrato e cassa rettangolare scorrevole, tecnica adoperata già da decenni dal Jaeger-LeCoultre Reverso: in questo caso, però, i due quadranti sono l’uno analogico e l’altro digitale.
A fine anni ’70 la linea Genève viene abbandonata da Omega, dopo che, anche grazie alla sotto-collezione Dynamic, ha contribuito a trainare le vendite della Maison per quasi quindici anni.

### Anni Ottanta: nasce la SMH
La tecnologia degli orologi al quarzo con display LCD progredisce a grandi passi e nel 1980 viene presentato il Seamaster Sensor Quartz, dotato di molteplici funzioni. Omega tuttavia è in una situazione di instabilità economica, così come l'intera holding SSIH, la quale dev'essere fortemente risanata da Nicolas Hayek per evitare il fallimento. Questi momenti di tensione, che riguardano anche Peter Gross, incaricato di UBS di occuparsi del salvataggio di Omega, portano alle dimissioni volontarie di Fritz Ammann, vice presidente del marketing, che ambiva a diventare CEO del marchio e con idee differenti relativamente al salvataggio dell'azienda, la quale aveva fortemente puntato sull'orologeria al quarzo, riducendo la propria qualità. Insieme ad Ammann si dimette tutto il suo staff, di cui fa parte anche un giovane Jean-Claude Biver, all'epoca incaricato delle vendite degli orologi in oro di Omega.
È risalente al 1981 l’Omega La Magique, asceso alle luci della ribalta poiché indossato da Al Pacino nel film Scarface. Il segnatempo, dalla forma rettangolare ultrasottile ed animato da un movimento al quarzo, ha un quadrante trasparente in cui sembra che le lancette si muovano sospese. Lo stesso anno Jacques Mayol fa segnare in apnea, in assetto variabile, un record di 101 metri: al polso indossa un Omega Seamaster 120 al quarzo, acciaio e oro, con bracciale integrato (piuttosto simile a quello dell'Audemars Piguet Royal Oak), com'era in voga nel periodo.
Nel 1982 la SSIH di Omega-Tissot (Lemania nel frattempo era stata venduta a Piaget) si fonde con ASUAG, consorzio raggruppante oltre 100 aziende del settore, tra cui anche ETA e Longines. Nasce così la SMH, Società di Microelettronica ed Orologeria, guidata da Nicolas Hayek, che fonda anche il marchio Swatch, il quale contribuisce in maniera fondamentale a riaffermare l’industria orologiera svizzera grazie a un aspetto giocoso e a prezzi modici.
Nella seconda metà degli anni Ottanta la collezione Seamaster si arricchisce del Polaris, in versione due toni (alcuni dei quali in titanio) con il particolare disegno “a ragnatela” sulla cassa. È proposto in diverse versioni, sia al quarzo multifunzione anche con display LCD, sia automatico. Contestualmente, anche la linea Speedmaster viene ampliata con nuovi modelli, come il cosiddetto “Speedymoon” con fasi lunari (calibro Omega 866, di derivazione Lemania 1883), un automatico (con base Valjoux 7750 e derivati in base alle complicazioni proposte, come nel caso del triple date ref. 175.0084 con calibro Omega 1151, di derivazione Valjoux 7751) e un calendario perpetuo.

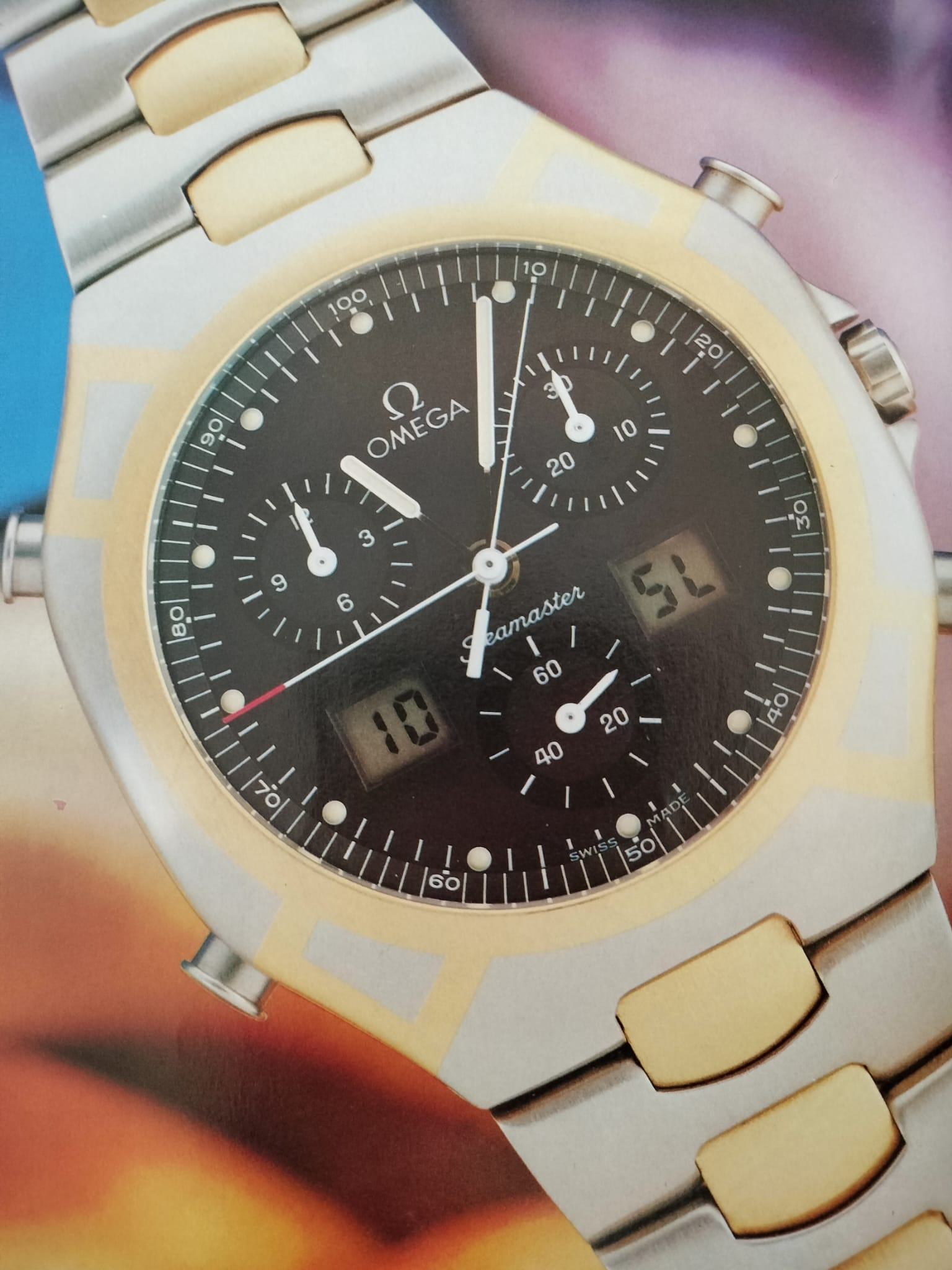
Omega Seamaster crono al quarzo celebrativo delle Olimpiadi di Seoul del 1988 in cui Omega ha ricoperto il ruolo di cronometrista ufficiale

Nel 1988, con le Olimpiadi di Seul, Omega festeggia la sua ventesima olimpiade da cronometrista ufficiale.
A fine anni Ottanta lo Speedmaster viene reinterpretato e la collezione si amplia con lo Speedmaster Classic: si tratta di una rivisitazione in chiave elegante del famoso orologio che è andato sulla luna: il "Classic" è proposto con cassa in oro 18 carati, movimento automatico e calendario completo, mentre i numeri, romani, sono applicati e anch'essi in oro.

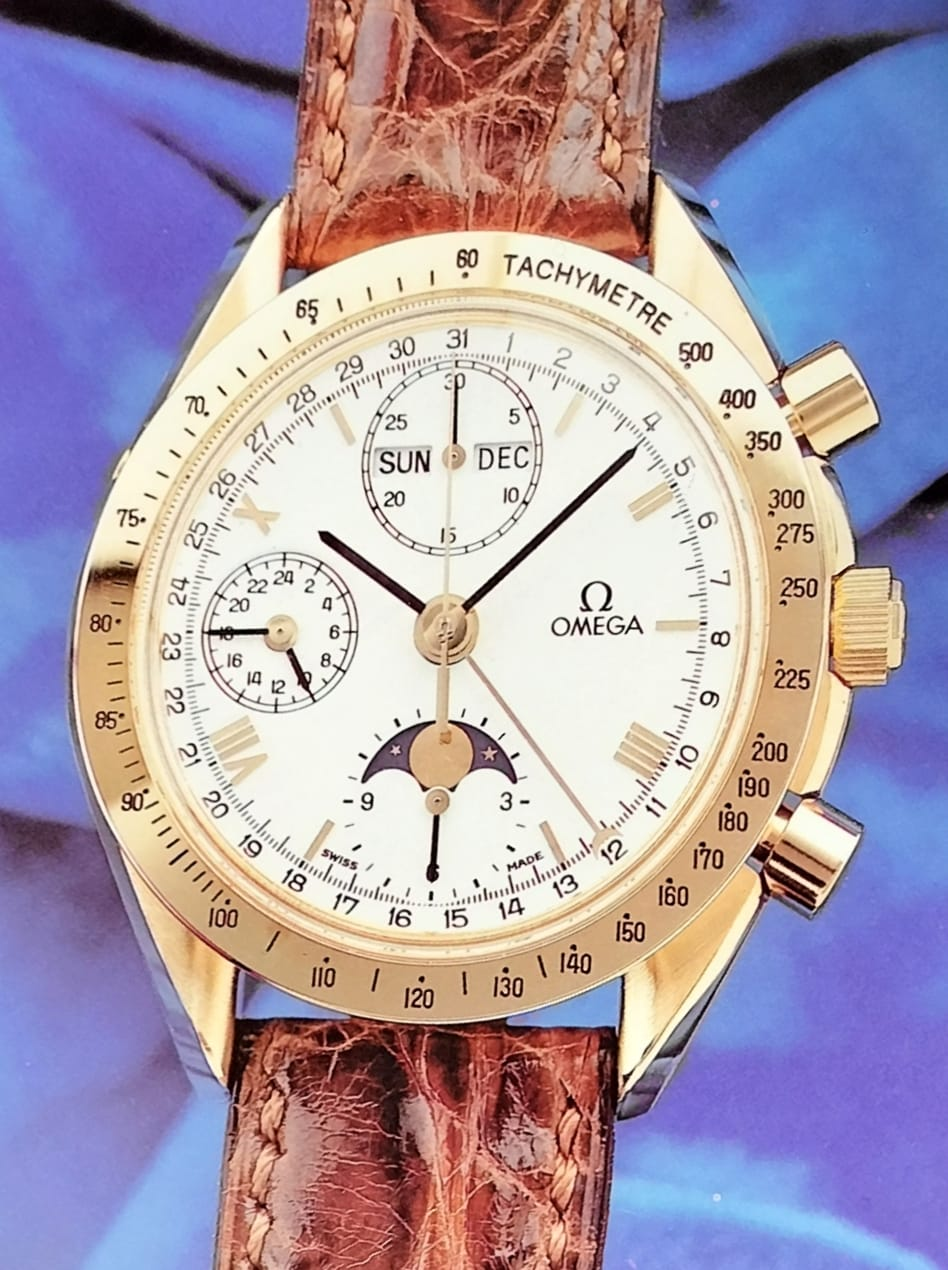
Rivisitazione anni '90 dell'Omega Speedmaster, qui in oro e con calendario completo. Monta il movimento Omega 1150, derivato dal Valjoux 7751

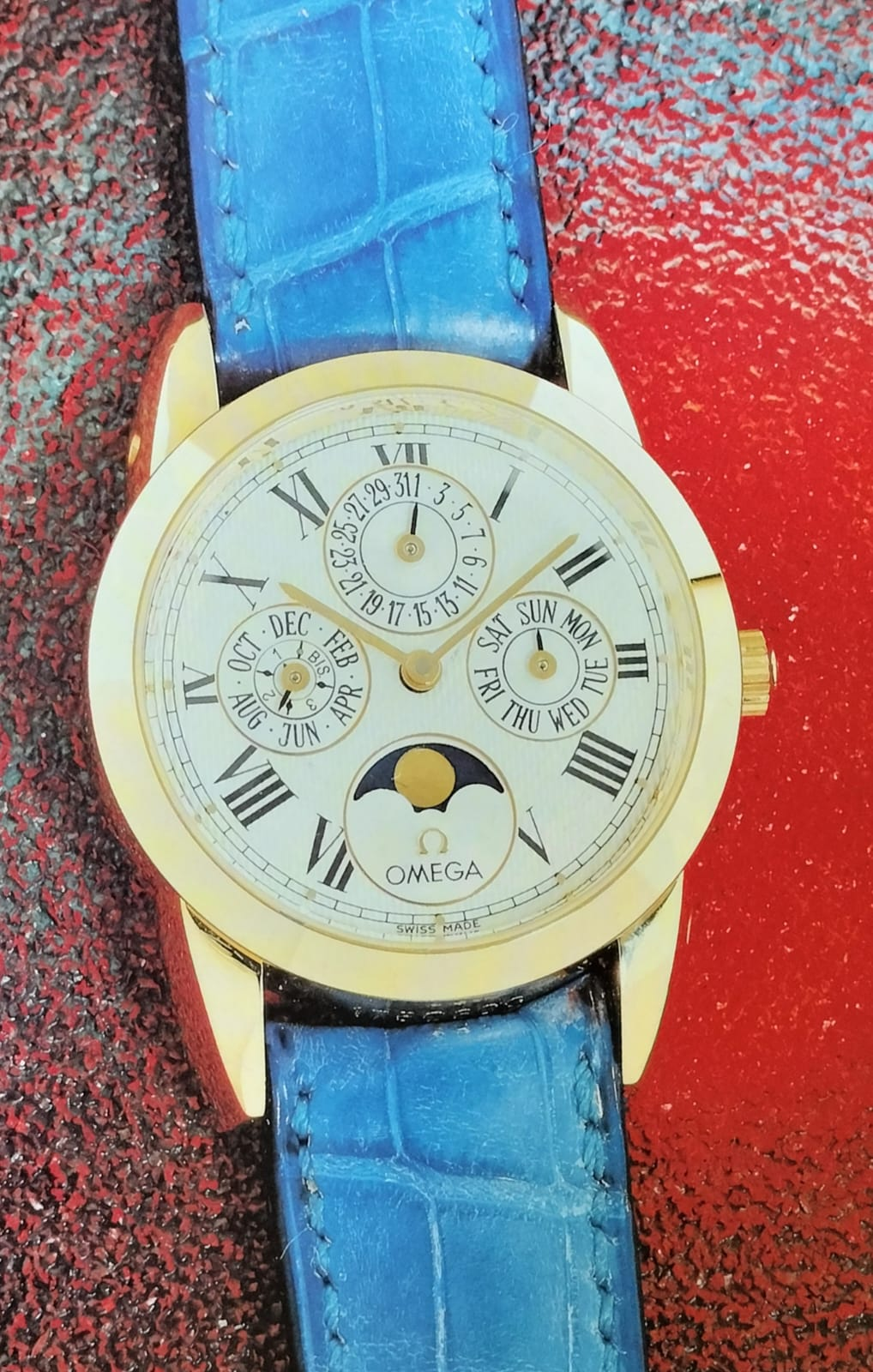
La punta di diamante della collezione Omega Louis Brandt è il modello automatico con calendario perpetuo

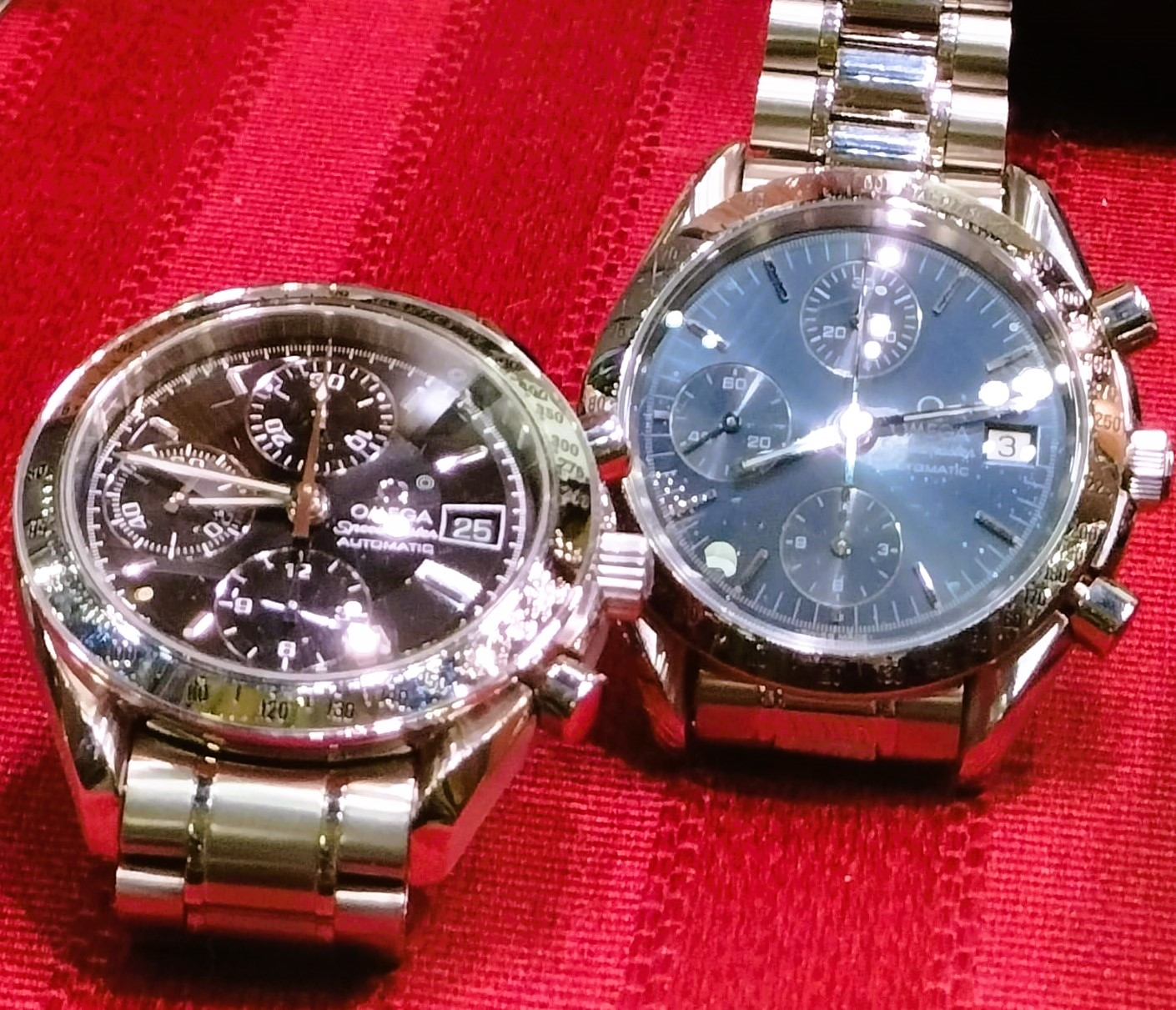
Coppia di Omega Speedmaster automatici dotati di calibro Valjoux 7750, fine anni Novanta primi Duemila

Altra collezione del medesimo periodo è la Louis Brandt, comprendente una molteplicità di segnatempo molto classici e per lo più con cassa in oro, solo tempo o cronografi, alcuni dei quali riportanti la replica della firma del fondatore della Maison. Sebbene i calibri montati non siano in house, viene mantenuta una certa cura nella loro rifinitura, dal momento che sono cesellati a mano. La collezione Louis Brandt si afferma, agli inizi degli anni Novanta, come la collezione di punta della Maison di Biel.

### Anni Novanta: nasce Swatch Group, inizia la partnership con 007 e nasce il movimento Co-Axial

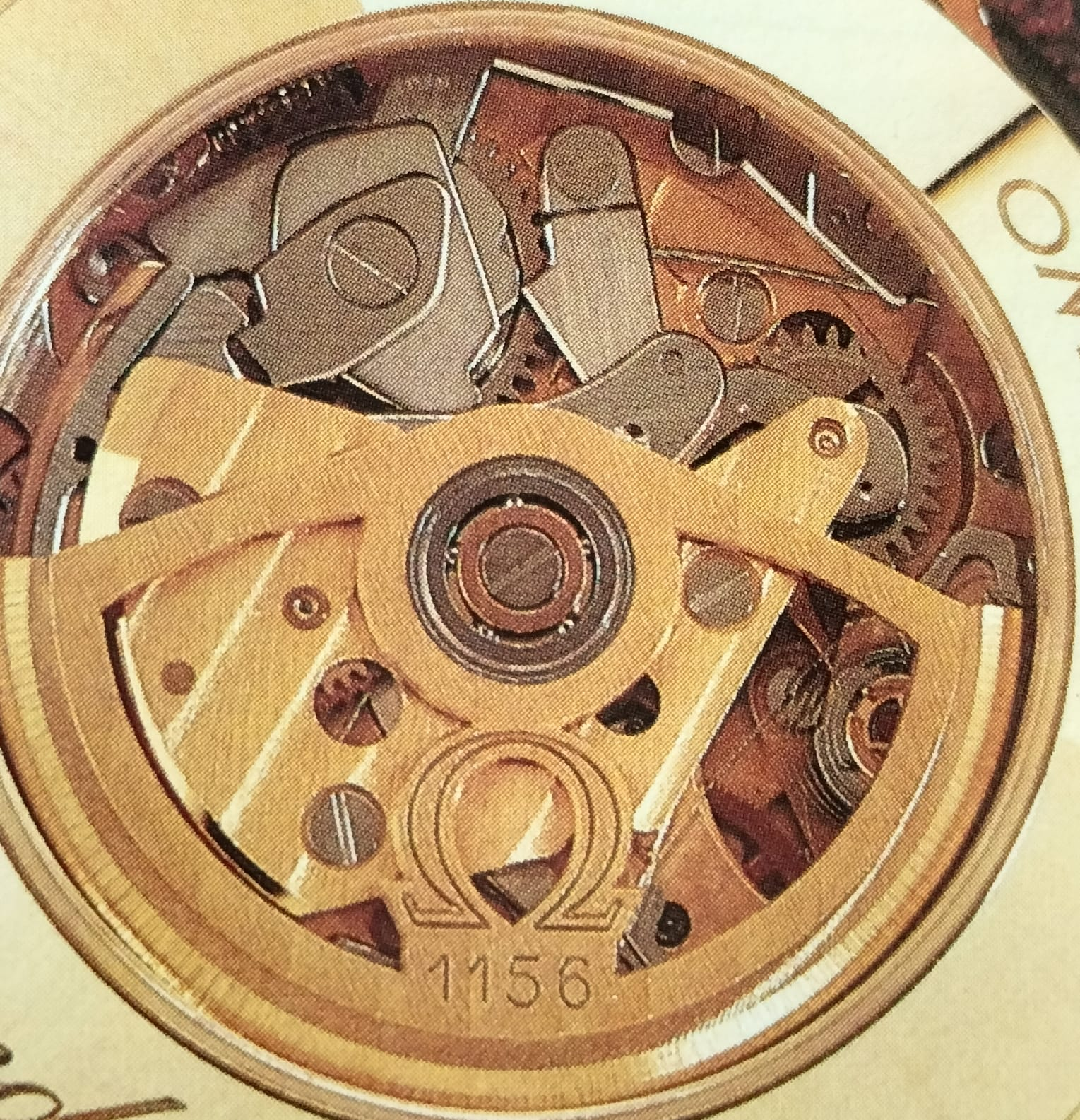
Movimento Omega 1156 con massa oscillante e ponti decorati, derivato dal Valjoux 7750

Dopo la felice esperienza a Blancpain, Jean-Claude Biver diventa il nuovo uomo di punta di Omega, con l'obiettivo di rilanciare anche l'immagine del brand, che nel decennio passato si era arenata con numerosi modelli al quarzo, alcuni dei quali non all'altezza della reputazione della casa. Questo nuovo corso porta a sviluppare con maggior forza la strategia del marketing (da sempre elemento distintivo del manager lussemburghese), legando il nome Omega a diversi testimonial di spicco, come Michael Schumacher, Cindy Crawford, Pierce Brosnan. Inizialmente Biver si occupa del mercato dell'estremo oriente, e ciò porta importanti benefici per i guadagni dell'azienda, ben lontana dalle ristrettezze economiche del decennio passato.

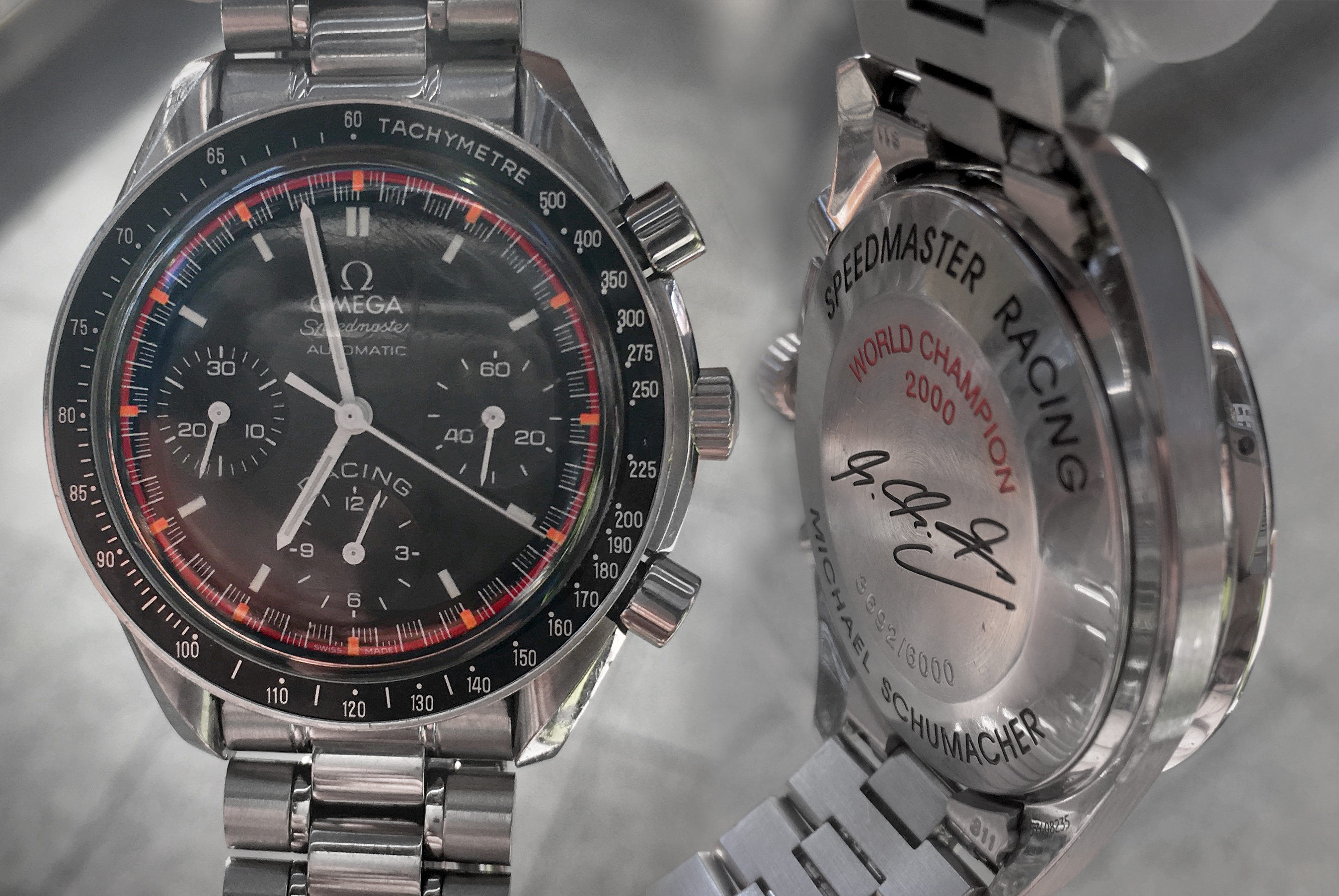
Omega Speedmaster Racing Michael Schumacher

Nel 1992, per celebrare i cinquant'anni dal movimento Omega 321, lo Speedmaster viene rivisitato in edizione limitata e lussuosa proponendolo con quadrante scheletrato e con movimento decorato dall'orologiaio indipendente Armin Storm.
Nel 1994, per celebrare il centesimo anniversario dall’utilizzo del nome Omega, la Maison di Biel realizza una serie di orologi commemorativi in edizioni limitata e alimentati dai celebri calibri della serie 30mm. Lo stesso anno viene presentato un segnatempo con tourbillon al centro del quadrante, il primo al mondo, reinterpretato oggi nella collezione De Ville ed animato dal movimento 2640.
A metà anni ’90 inizia la partnership tra Omega e 007: in “Golden Eye” del 1995, infatti, al polso di Pierce Brosnan c'è un Seamaster 300 metri al quarzo. La collezione Seamaster diventa la compagna perfetta al polso dell’agente segreto britannico e lo accompagna fino ai giorni nostri: nel recente “No Time to Die”, infatti, Daniel Craig indossa un Seamaster 300 metri in titanio. Oltre a far indossare a James Bond diversi modelli, la Maison ne ha creati anche alcuni celebrativi dell'agente segreto e in edizione limitata.
Risale al 1997 l’ultimo Omega Dynamic prodotto: si tratta di un cronografo bi-compax con calibro modulare su base ETA 2890-A2 con modulo Dubois- Dépraz 2030 declinato anche in un’edizione limitata dedicata alla competizione automobilistica siciliana Targa Florio.
Nel 1998 la SMH cambia nome in “Swatch Group”. Nel posizionamento aziendale, chiaramente piramidale, Omega viene posta un gradino sopra Longines, ma al di sotto delle varie Breguet, Blancpain, Glashütte Original, Jaquet-Droz che nel frattempo entrano a far parte della holding.

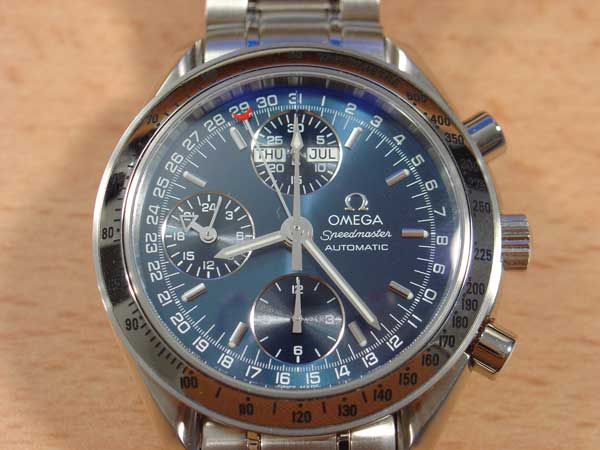
Omega Speedmaster automatico Day-Date ref. 3523.80.00 con indicazione del calendario completo. Anni Novanta.

Nel 1999 la Maison acquista il progetto dell’orologiaio inglese George Daniels relativo allo scappamento co-assiale (Co-Axial) ed inizia a montarlo sui suoi orologi: si tratta di un’innovazione straordinaria, in quanto questo scappamento, rispetto a quello ad ancora, richiede molta meno manutenzione e lubrificazione, in quanto si riduce il tempo in cui le parti vengono a contatto, e garantisce maggior precisione di marcia.

### Il Nuovo Millennio: l'adozione del silicio nei movimenti, la certificazione METAS e la partnership con Swatch

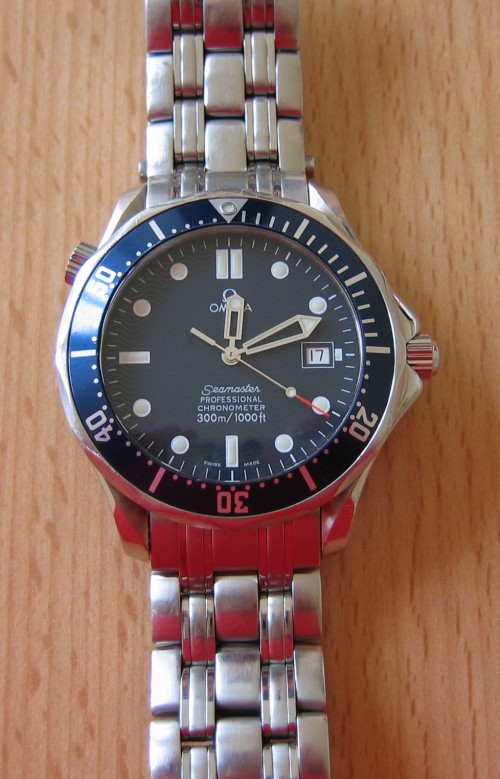
Omega Seamaster, anni 2000

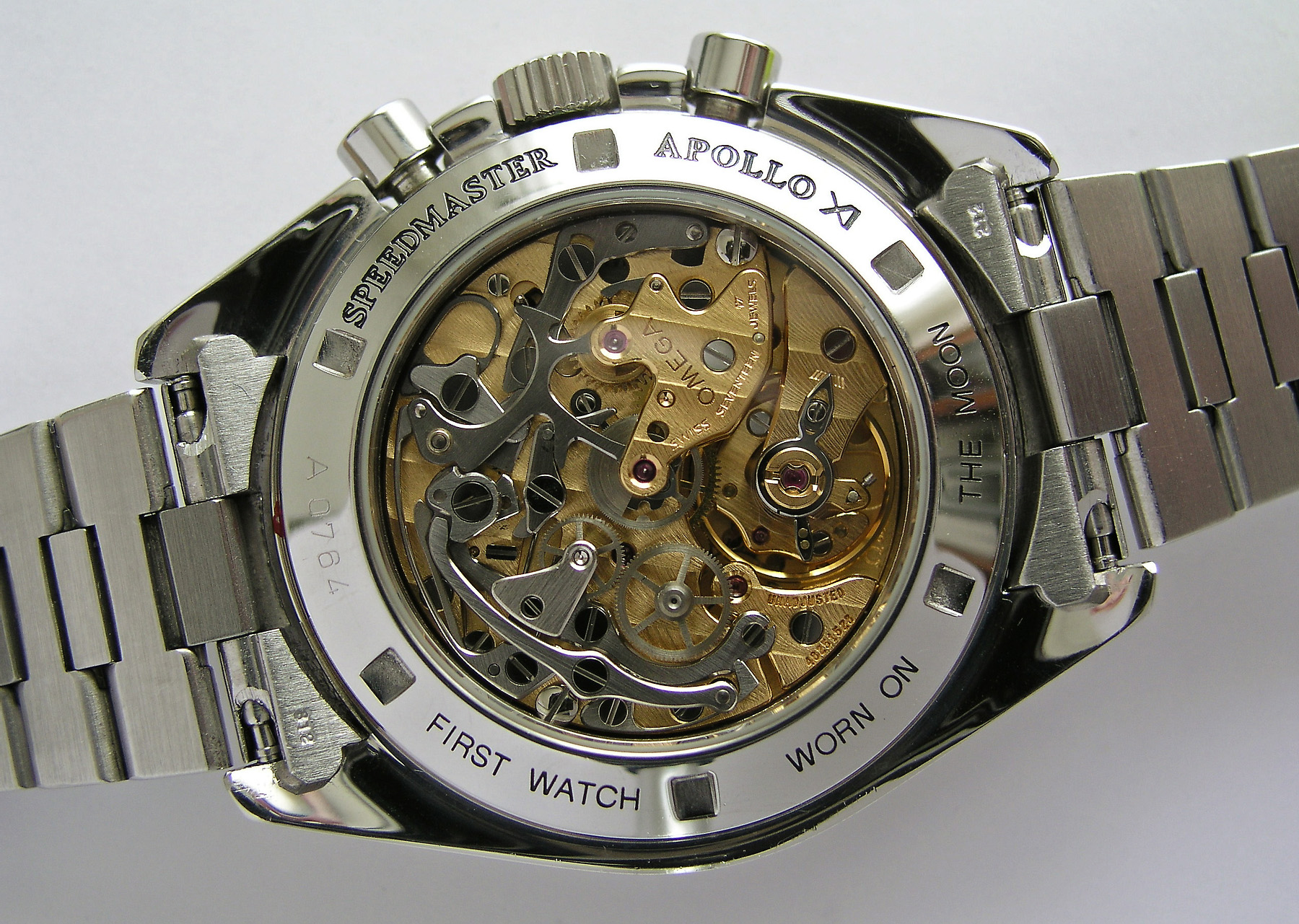
Omega speedmaster variante fondo a vista in zaffiro

Nasce la linea Museum, nata con lo scopo di riproporre in edizione limitata sul mercato segnatempo iconici, alcuni dei quali molto rari, che hanno fatto la storia di Omega nei decenni passati: tra gli orologi presentati troviamo vari cronografi che affondano le radici negli anni Trenta e Quaranta, diversi solo tempo con cassa a cuscino (come il Cosmic) o tonneau (il Petrograd) e la riproduzione del "Marine".
Dal 2008 Omega ha iniziato a montare sui propri segnatempo spirali in silicio, materiale antimagnetico e che garantisce una maggior precisione cronometrica.
Nel 2013 la casa presenta il calibro coassiale ref. 8508, montato su un Seamaster, resistente a campi magnetici fino a 15.000 Gauss, risultato ottenuto grazie al massiccio impiego del silicio nell'organo regolatore dell'orologio, che diventa così particolarmente resistente al magnetismo.
Nel 2015 Omega concepisce un nuovo processo di certificazione dell’eccellenza orologiera: presso il METAS, l’Istituto Svizzero di Metrologia, gli orologi subiscono test rigorosi per ottenere un riconoscimento più prestigioso di quello fornito dal COSC: si parla così di orologi Omega certificati Master Chronometer. Lo stesso anno viene realizzata una lega in oro bianco proprietaria, ribattezzata Canopus Gold, in onore della stella Canopo, molto più grande e luminosa del Sole. L'ultimo movimento a ricevere l'aggiornamento della spirale in silicio e la certificazione Master Chronometer è stato il nuovo calibro 3861 (ultimo discendente dell'Omega 861/1861, di derivazione Lemania 1873). L'Omega 3861 ha alimentato la nuova generazione di Speedmaster la quale, ancor più delle precedenti, si avvicina all'estetica delle vecchie referenze: il fondello ha una doppia smussatura e sulla ghiera tachimetrica il dot del 90 è al di sopra del numero stesso (in gergo si parla di "DON", per identificare il "Dot Over Ninety"), mentre il punto del 70 è in basso a destra del numero. Si tratta di piccoli particolari che tuttavia contribuiscono ad avvicinare ancor di più l'estetica del nuovo Speedmaster a quella dei modelli più vecchi.

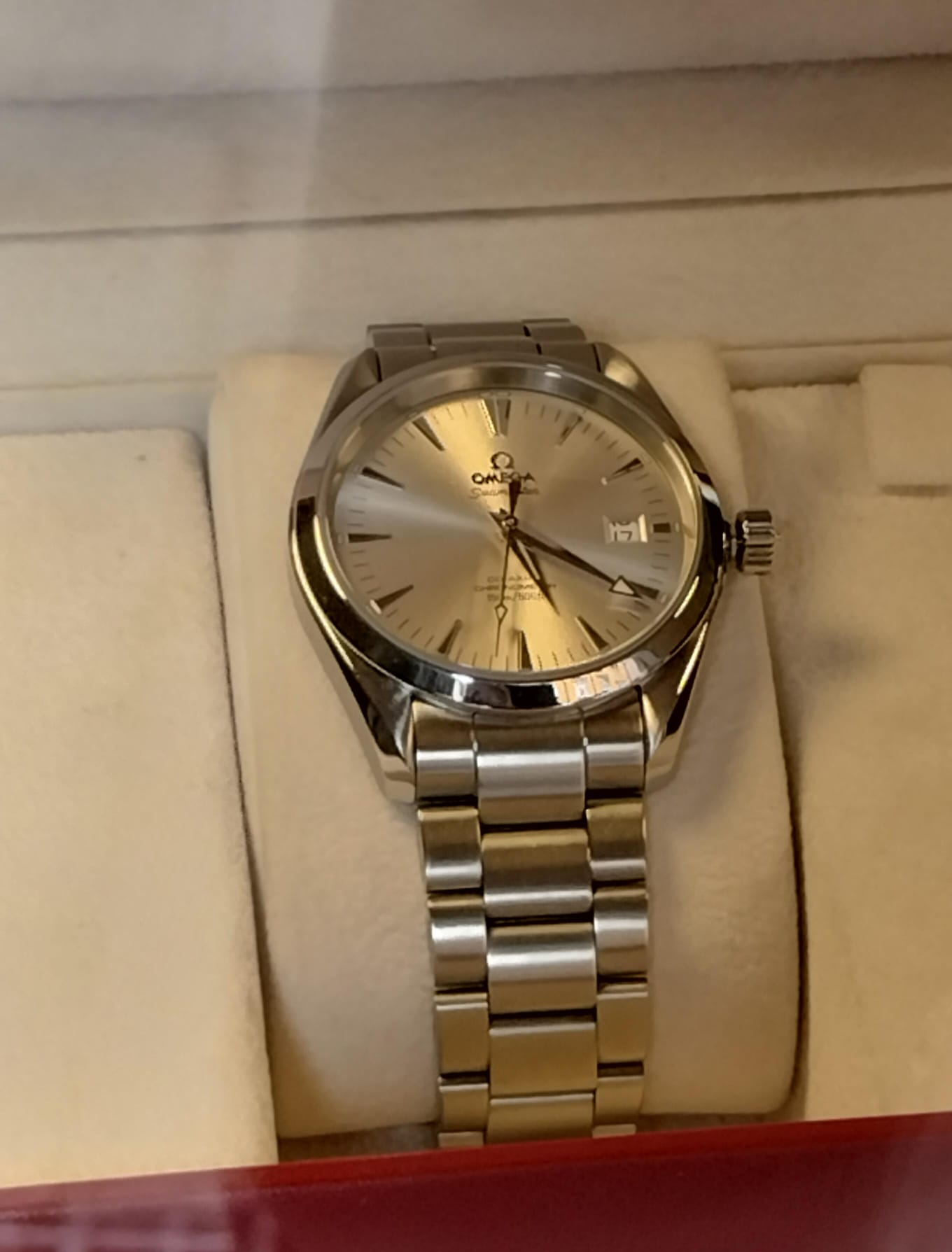
Omega Seamaster Aqua Terra

Nel 2016, Omega presenta la propria collezione di occhiali in collaborazione con Marcolin.

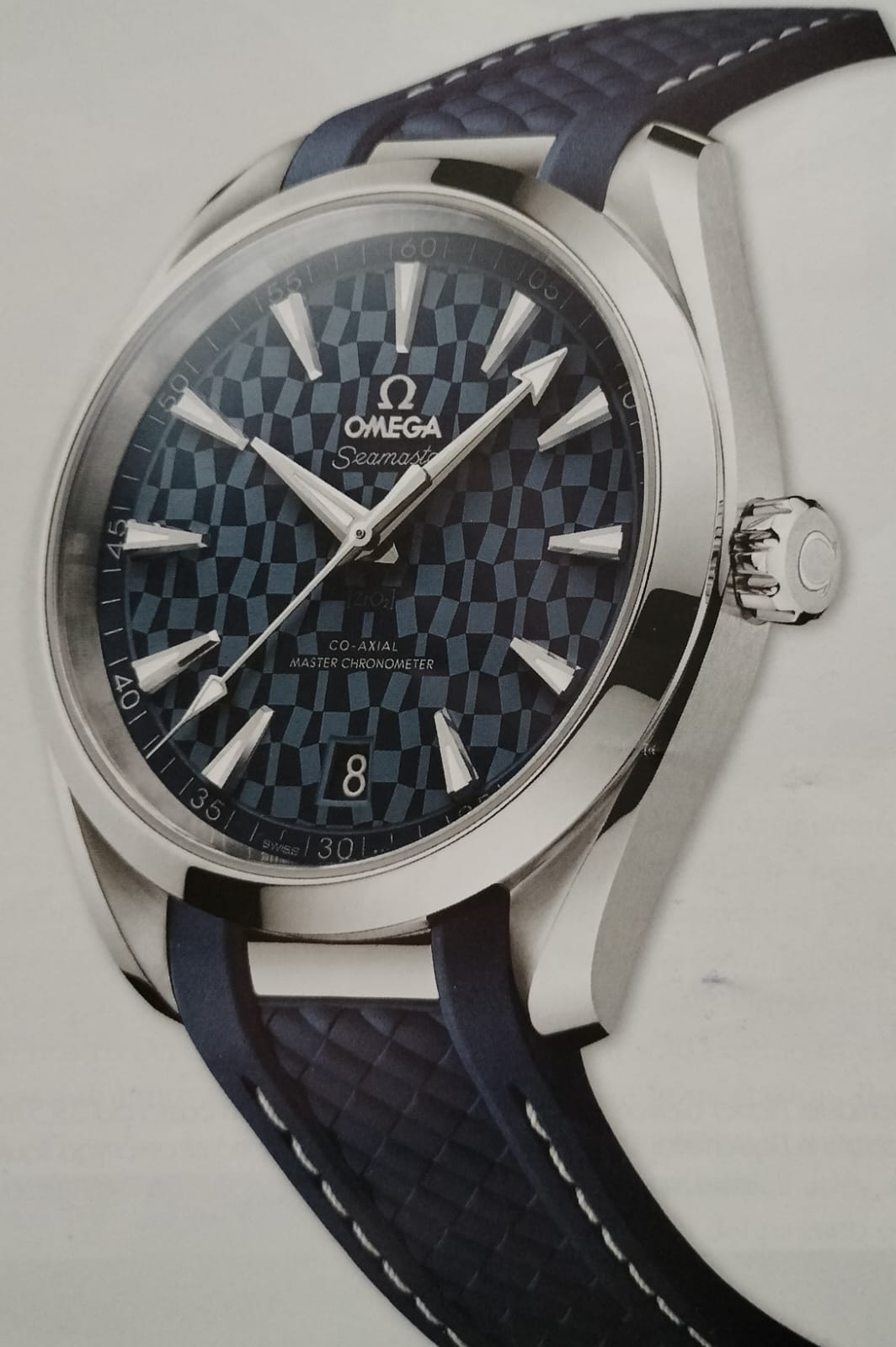
Omega Seamaster Aqua Terra realizzato per commemorare le olimpiadi di Tokyo 2020

Nel 2017 la casa di Biel lancia la collezione Trilogy, che prevede tre segnatempo proposti nel 1957 e riproposti in un set da tre pezzi in edizione limitata per celebrare i 60 anni dalla nascita delle re icone del marchio. Gli orologi in questione sono un Seamaster 300, un Railmaster e uno Speedmaster (la riedizione del cosiddetto "broad arrow" ref. CK2915), anche acquistabili separatamente. Nel 2019, in occasione del cinquantesimo anniversario dall'allunaggio, Omega torna a realizzare una versione dello Speedmaster alimentata dallo storico movimento 321 (base Lemania 2310).

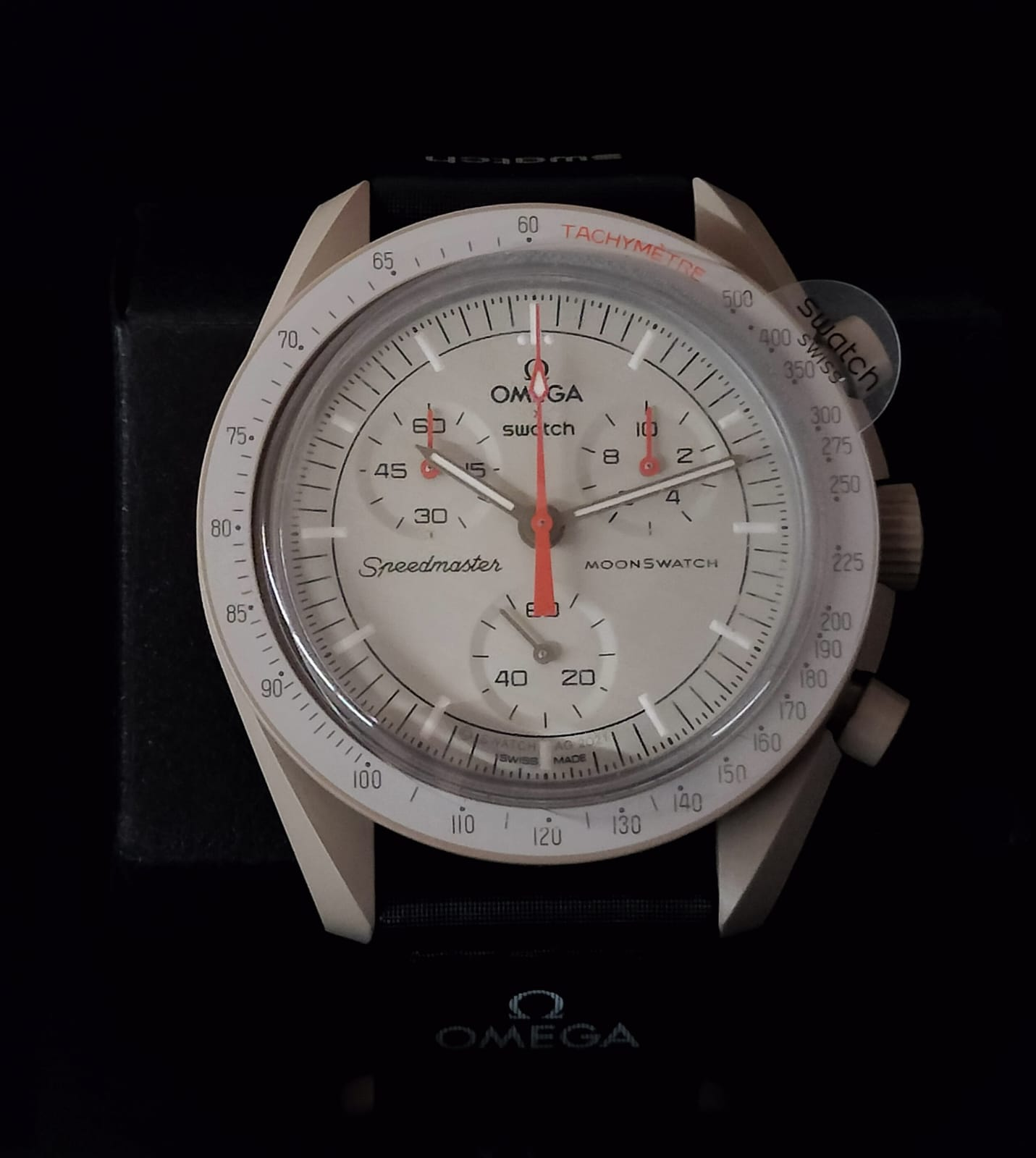
Omega x Swatch "MoonSwatch" Mission to Jupiter

Nel 2022 Omega ha collaborato con Swatch per la realizzazione di una collezione di cronografi al quarzo con cassa in bioceramica dal design molto simile a quello dello Speedmaster. Il nome con cui questi orologi vengono chiamati è "MoonSwatch", con l'intento di celebrare il famoso Speedmaster Moonwatch. I "MoonSwatch" sono stati presentati in 11 modelli (chiamati "Missioni"), uno per ogni pianeta del sistema solare, più Plutone, il Sole e la Luna. Sebbene quest'operazione commerciale abbia fatto storcere il naso ad un folto gruppo di addetti ai lavori ed ai "puristi", il loro successo presso il pubblico generalista è stato clamoroso, tanto che in circa un anno è stato superato il milione di pezzi venduti. L'anno successivo viene proposta un'ulteriore variante chiamata Mission to Moonshine, mentre nel 2024 vengono presentate due versioni del Mission to Moonphases, il quale raffigura Snoopy, mascotte della NASA, dormire appoggiato sulla Luna. Questi due modelli integrano l'indicazione delle fasi lunari nel subdial a ore 2, al posto dell'indicatore dei decimi di secondo. Sempre nel 2024 è stato introdotto il modello Mission to Earthphase, il quale, oltre a raffigurare le fasi lunari ad ore 2, rappresenta le fasi della Terra vista dalla Luna ad ore 10.
A inizio 2023 la ricerca della precisione di marcia porta la casa di Biel a introdurre la spirale Spirate, sempre in silicio, ma con innovativo sistema di regolazione, che consente microregolazioni nell'ordine del decimo di secondo che permettono una precisione di 0/+2 secondi di scarto orario giornaliero. Questo sistema è stato per la prima volta adottato su uno Speedmaster SuperRacing dotato del movimento con scappamento coassiale 9920. Lo stesso anno viene presentato anche lo Speedmaster più complicato di sempre: si tratta del Chrono Chime, un cronografo con funzione rattrapante e ripetizione minuti, alimentato dal calibro in-house Omega 1932.

## Orologi

### Collezione maschile a metà anni 2010
- Constellation
  - Chronometer
  - Quartz
  - Perpetual calendar
  - Double eagle
- Omega Seamaster
  - 300
  - 300M
  - Apnea
  - Aqua Terra 150M
  - NZL-32
  - Planet Ocean
  - Ploprof 1200M
- Speedmaster
  - Professional
  - Broad arrow
  - Day-Date
  - Date
  - Racing chronometer
  - Legend
  - Reduced
  - 50th anniversary limited series
  - Automatic
  - Speedmaster '57
- De Ville
  - Hour vision
  - Co-axial
  - Prestige
  - X2
  - Byzantium
- Specialities
  - Jewellery
  - Skeleton
  - Museum
  - Tourbillon

### Collezione femminile a metà anni 2010
- Constellation
  - Quartz
  - Iris
  - Automatic
  - My choice
  - Quadra
  - Quadrella
  - Double eagle
- Seamaster
  - 300 M
  - Aqua Terra
- Speedmaster
  - Reduced
  - Automatic
- De Ville
  - Co-axial
  - Prestige
- Specialities
  - Jewellery
  - Aquarella
  - Omegamania

## Omega e James Bond

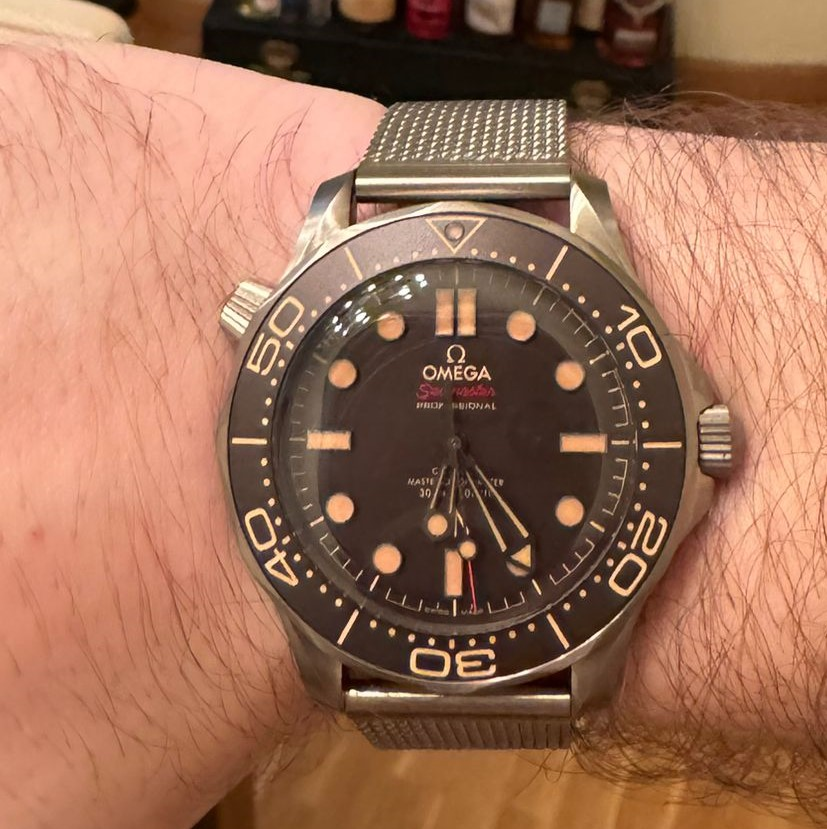
Omega Seamaster James Bond No Time to Die, ref. 210.90.42.20.01.001

Omega è diventato unico fornitore di orologi per i film di 007, a partire da "Golden Eye" del 1995. Qui di seguito sono riportati i vari orologi Omega che James Bond ha indossato:
- Omega Seamaster 300M quarzo, ref. 2541.80.00 (in "Golden Eye")
- Omega Seamaster 300M Chronometer, ref. 2531.80.00 (in "Tomorrow Never Dies", "The World is not Enough" e "Die Another Day")
- Omega Seamaster 300M Co-Axial, ref. 2220.80.00 e Seamaster Planet Ocean ref. 2900.50.91 (in "Casino Royale")
- Omega Seamaster Planet Ocean, ref. 2201.50.00 (in "Quantum of Solace")
- Omega Seamaster Planet Ocean, ref. 2201.50.00 e Seamaster Aqua Terra 150M Co-Axial, ref. 231.10.39.21.03.001 (in "Skyfall")
- Omega Seamaster 300M Master Co-Axial, ref. 233.32.41.21.01.001 e Seamaster Aqua Terra, 150M Master Co-Axial ref. 231.10.42.21.03.001 (in "Spectre")
- Omega Seamaster 300M Master Co-Axial Master Chronometer, ref. 210.90.42.20.01.001 (in "No Time to Die")

Oltre a questi, che sono stati indossati da 007, Omega ha realizzato anche segnatempo celebrativi dell'agente segreto inglese:
- Omega Seamaster 300M Chronometer "40 Years of James Bond", ref. 2537.80.00 (datato 2002, limitato a 10007 pezzi), con quadrante blu tappezzato del logo 007 e fondello personalizzato con la spirale interna della canna di una pistola.
- Omega Seamaster 300M Chronometer "Blue Dial", ref. 2226.80.00 (datato 2006, limitato a 10007 pezzi), con quadrante blu con disegno della spirale interna della canna di una pistola e fondello personalizzato.
- Omega Seamaster Planet Ocean, ref. 2907.50.91 (datato 2006, limitato a 5007 pezzi), con contrappeso della sfera secondi recante il logo 007 in rosso; fondello a vite personalizzato col titolo del film "Casino Royale".
- Omega Seamaster 300M Chronometer, ref. 212.30.41.20.01.001 (datato 2008, limitato a 10007 pezzi)
- Omega Seamaster Planet Ocean, ref. 222.30.46.20.01.001 (datato 2008, limitato a 5007 pezzi), con quadrante nero con lavorazione simil carbonio e recante il titolo del film "Quantum of Solace"; fondello personalizzato.
- Omega Seamaster 300M Co-Axial 41mm "James Bond 50th Anniversary", ref. 212.30.41.20.01.005 (datato 2012, limitato a 11007 pezzi), con numero 50 sulla ghiera girevole colorato in rosso, quadrante nero tappezzato con logo 007 e fondello personalizzato e decorato con la spirale della pistola.
- Omega Seamaster 300M Co-Axial 36.25mm "James Bond 50th Anniversary", ref. 212.30.36.20.51.001 (datato 2012, limitato a 11007 pezzi), con numero 50 sulla ghiera girevole colorato in rosso, quadrante nero tappezzato con logo 007 e fondello personalizzato e decorato con la spirale della pistola.
- Omega Seamaster Planet Ocean 600M Co-Axial, ref. 232.30.42.21.01.004 (datato 2012, limitato a 5007 pezzi), con quadrante tappezzato a rettangoli e indice al 7 con scritta 007;
- Omega Seamaster Aqua Terra 150M Master Co-Axial, ref. 231.10.42.21.03.004 (datato 2015, limitato a 15007 pezzi)
- Omega Seamaster 300M Co-Axial "Commanders Watch" reff. 212.32.41.20.04.001 e 212.62.41.20.04.001 (datate 2017)
- Omega Seamaster 300M Co-Axial Master Chronometer "James Bond limited edition", reff. 210.22.42.20.01.004 e 210.62.42.20.01.001 (datate 2019), con quadrante decorato con spirale dell'interno della pistola e fondello a vista con serigrafia dello stemma araldico della famiglia Bond. Di queste due referenze è disponibile anche un set in edizione limitata a 257 pezzi.
- Omega Seamaster 300M Co-Axial Master Chronometer "James Bond 60th anniversary", ref. 210.30.42.20.03.002 (datato 2022), con lunetta differente (il numero 60 sostituisce il classico triangolo), quadrante decorato a onde, fondello con vetro zaffiro serigrafato con la spirale della pistola.